# 2019年の日本プロ野球
2019年の日本プロ野球（2019ねんのにほんぷろやきゅう）では、2019年の日本プロ野球（NPB）における動向をまとめる。

## できごと

### 1月
- 3日
  - 埼玉西武ライオンズからポスティングシステムでMLB移籍を目指していた菊池雄星が、シアトル・マリナーズと契約合意[1]。
- 7日
  - 読売ジャイアンツは、国内FA権を行使して入団した丸佳浩の人的補償として、長野久義が広島東洋カープに移籍することを発表[2]。
  - 千葉ロッテマリーンズは、元アトランタ・ブレーブスのジョシュ・レイビンの獲得を発表[3]。
- 8日
  - 福岡ソフトバンクホークスから戦力外通告を受け、自由契約となった攝津正が福岡 ヤフオク!ドームで現役引退を発表[4]。
- 9日
  - 千葉ロッテマリーンズは、マイク・ボルシンガーと同年の契約更新で合意したことを発表[5]。
- 14日
  - 千葉ロッテマリーンズは、横浜DeNAベイスターズでプレーした経験を持つテキサス・レンジャーズのブランドン・マンを単年契約で獲得したことを発表。登録名はDeNA時代同様「ブランドン」となる[6]。背番号は85[7]。
- 15日
  - 千葉ロッテマリーンズは、北海道日本ハムファイターズを自由契約となったブランドン・レアードを獲得したことを発表[8]。背番号は54[7]。
  - オリックス・バファローズは、元3Aインディアナポリス・インディアンズのタイラー・エップラーの獲得を発表。背番号は42[9]。
  - 野球殿堂博物館は、2019年の野球殿堂顕彰者を発表。競技者表彰のプレイヤー部門は立浪和義（元中日ドラゴンズ）、エキスパート部門は権藤博（元中日ドラゴンズ投手、横浜ベイスターズ監督等）をそれぞれ選出した[10]。
- 17日
  - 千葉ロッテマリーンズの涌井秀章が、契約更改終了後の記者会見で同年から背番号を16から18に変更したことを発表[11]。
- 19日
  - 福岡ソフトバンクホークスは、ジュリスベル・グラシアルと同年の契約更新について合意したことを発表[12]。
  - 2月1日から11日まで実施される千葉ロッテマリーンズの沖縄県・石垣島の春季キャンプの模様を日本テレビ系列のCS放送・日テレNEWS24で生中継されることがこの日判明。テレビ局によるキャンプ中継は球団史上初となる[13]。
- 23日
  - 横浜DeNAベイスターズは、元ドミニカン・サマーリーグ・ダイヤモンドバックスのレミー・コルデロを育成契約で獲得したことを発表[14]。25日に入団会見を行い、背番号は107に決定[15]。また一軍監督のアレックス・ラミレスがこの日付けで日本国籍を取得したことが同日付の官報にて告示された[16]。
  - 千葉ロッテマリーンズは、福岡ソフトバンクホークスを自由契約となった茶谷健太を育成契約で獲得したことを発表。背番号は124[17]。
- 24日
  - 千葉ロッテマリーンズの福浦和也が、2019年シーズン限りで引退することが判明[18]。
  - 東京ヤクルトスワローズが、獲得を発表していた前福岡ソフトバンクホークスの五十嵐亮太の入団会見を開催。背番号は53[19]。
  - 阪神タイガースの原口文仁が自身のTwitterで、前年末に受けた人間ドックで大腸がんが見つかっていたことを公表[20]。公表後すぐに入院し手術を受けて退院。その後リハビリ[21]、二軍戦出場を経て6月4日に出場選手登録され同日の交流戦・対千葉ロッテマリーンズ戦で9回に代打で出場し適時打を打った[22]。
- 29日
  - 横浜DeNAベイスターズは、2019年のチームスローガンを『Go Beyond the Limit.』に決定したことを発表[23]。
- 31日
  - 広島東洋カープは、クリス・ジョンソンと翌年の契約で合意したことを発表[24]。

### 2月
- 4日
  - 東京ヤクルトスワローズは、2007年から4年間在籍したアーロン・ガイエルを編成部アドバイザーとして招聘したことを発表。米国駐在スカウトとして活動する予定[25]。
  - オリックス・バファローズは、東京ヤクルトスワローズを自由契約となった成瀬善久を獲得したことを発表。背番号は46[26]。
- 22日
  - 東北楽天ゴールデンイーグルスは、ルイス・ヒメネスと育成契約で合意したことを発表。背番号は124[27]。3月22日に支配下選手登録され、背番号は99に変更[28]。
  - 中日ドラゴンズは、テスト生として春季キャンプに参加していたサンディ・ブリトーと育成契約したことを発表。背番号は201[29]。
  - 千葉県の民放テレビ局・千葉テレビ放送（チバテレ、独立局）は、地元千葉ロッテマリーンズの公式戦を3月29日の対東北楽天ゴールデンイーグルス戦を皮切りに、ホームゲーム30試合・ビジターゲーム3試合の合計33試合を生中継することを発表[30]。
- 23日
  - オープン戦開幕。
- 25日
  - 広島東洋カープが今シーズンの公式戦チケットに必要な抽選券をマツダスタジアムで配布したが、想定を超える5万人以上が球場に殺到したため途中で配布する人数を制限した。しかし券をもらえなかったファンなどから「話が違う」などと抗議の声が相次ぎ暴動寸前となる騒ぎとなった。これについて球団は「大変申し訳ない」と謝罪した[31][32]。
  - 日本テレビは、同年の読売ジャイアンツが絡む公式戦を地上波で18試合、BS日テレでトップ&リレーナイターを含む61試合中継する他、CS放送の日テレジータス及びインターネット配信サイト「ジャイアンツLIVEストリーム」では71試合すべて中継することを発表[33]。

### 3月
- 1日
  - 中日ドラゴンズは、昨シーズン限りで引退した荒木雅博・岩瀬仁紀の引退試合をオープン戦期間中に行うため、両選手と育成契約を結んだことを発表[34]。引退試合終了後、4日付けで自由契約公示された[35]。
- 2日
  - 読売ジャイアンツは、育成契約だった坂本工宜を支配下選手登録したことを発表。背番号は58[36]。
- 6日
  - オープン戦・中日ドラゴンズ対横浜DeNAベイスターズの2回表DeNAの攻撃中、会場の小牧市民球場の火災報知機が誤作動を起こし試合が8分間中断するハプニングがあった[37]。
  - DAZNは同年のプロ野球について、広島東洋カープと東京ヤクルトスワローズを除く10球団の主催試合を配信することを発表。読売ジャイアンツはサービス開始以来初めて主催試合が配信される[38]。
- 7日
  - 神奈川県の民放テレビ局・テレビ神奈川（tvk、独立局）は、地元横浜DeNAベイスターズの公式戦を3月29日の対中日ドラゴンズ戦を皮切りに、ホームゲーム計41試合を生中継することを発表[39]。
- 12日
  - 北海道日本ハムファイターズは、白村明弘を投手登録から外野手登録に変更したことを発表[40]。
- 14日
  - 広島東洋カープは、カープアカデミー出身のフアン・サンタナと育成選手契約したことを発表。背番号は146[41][42]。
- 24日
  - オープン戦閉幕。
- 26日
  - 横浜DeNAベイスターズの熊原健人と、東北楽天ゴールデンイーグルスの濱矢廣大の交換トレードが合意したことを両球団が発表[43]。翌27日にともに入団会見を行い、背番号は熊原が59、濱矢が56に決定[44][45]。
  - 福岡ソフトバンクホークスは、育成選手登録の川原弘之と周東佑京を支配下選手登録したことを発表。背番号は川原が63、周東が23[46]。
- 29日
  - 公式戦開幕。
  - 福岡ソフトバンクホークスの松田宣浩が通算1500本安打。史上125人目[47]。
  - 千葉ロッテマリーンズの酒居知史が開幕戦では史上初の1球勝利。史上42人目（43度目）[48]。

### 4月
- 1日
  - 新元号「令和」が発表。千葉ロッテマリーンズがこの日、本拠地・ZOZOマリンスタジアムの大型ビジョンにて「令和元年!優勝するのは千葉ロッテマリーンズだ!」のメッセージを発表[49]。
- 5日
  - 読売ジャイアンツの丸佳浩が通算150本塁打。史上171人目[50]。
  - 福岡ソフトバンクホークスの松田宣浩が通算1500試合出場。史上194人目[51]。
  - 横浜DeNAベイスターズのホセ・ロペスが一塁手の連続無失策のセ・リーグ記録を1230に更新[52]。
  - 阪神タイガースのランディ・メッセンジャーが日米通算100勝[53]。
- 6日
  - 阪神タイガースの福留孝介が通算1000打点。史上46人目[54]。
- 7日
  - 横浜DeNAベイスターズが球団通算4000勝[55]。
- 9日
  - 阪神タイガースの梅野隆太郎がサイクル安打を達成。史上69人目[56]。
- 10日
  - 埼玉西武ライオンズのエルネスト・メヒアの本塁打で球団通算9000本塁打を達成[57]。
  - 東京ヤクルトスワローズが延長戦1イニング12得点のプロ野球最多記録。1996年8月9日の阪神タイガースの11得点以来[58]。
- 13日
  - 北海道日本ハムファイターズの宮西尚生がプロ野球史上初の通算300ホールドを達成[59]。
- 16日
  - 東京ヤクルトスワローズ一軍監督の小川淳司が監督通算400勝。球団史上3人目[60]。
- 17日
  - 東北楽天ゴールデンイーグルスの浅村栄斗が通算150本塁打。史上172人目[61]。
  - 読売ジャイアンツの丸佳浩が対広島東洋カープ5回戦（藤崎台県営野球場）の8回裏に本塁打を放ち、史上34人目となる全球団から本塁打を達成[62]。
- 18日
  - 北海道日本ハムファイターズの金子弌大が全球団勝利を達成。史上18人目[63]。
- 19日
  - オリックス・バファローズの増井浩俊が通算150セーブ。史上14人目[64]。
  - 読売ジャイアンツは、現在読売テレビ報道局解説委員長を務める春川正明を5月1日付で編成本部次長兼国際部長として招聘することを発表[65]。
- 20日
  - 東京ヤクルトスワローズの川端慎吾が通算1000安打。史上294人目[66]。
  - 東北楽天ゴールデンイーグルスが2005年の球団創設以来通算900勝。また4番で出場した楽天の島内宏明が史上11人目の「全打順本塁打」を達成[67]。
- 21日
  - 横浜DeNAベイスターズの神里和毅がプロ野球タイ記録の1試合5三振。史上16人目[68]。
- 26日
  - 東京ヤクルトスワローズがこの日の巨人戦で3者連続本塁打（青木宣親、山田哲人、ウラディミール・バレンティン）を記録。通算14度目（4者連続を1度含む）の記録は球団別で最多となった[69]。
- 27日
  - 広島東洋カープの菊池涼介が通算1000安打。史上295人目[70]。
  - 楽天対ロッテ戦（楽天生命パーク）の試合開始が、始球式を務めたタレントの鈴木奈々の遅延行為により4分遅れるトラブルがあった[71]。
- 28日
  - 阪神タイガースの糸井嘉男が通算300二塁打。史上71人目[72]。

### 5月
- 1日
  - 元号が「令和」に改元。NPB史上初の改元日の公式戦が行われる。
  - オリックス・バファローズは、育成契約だった張奕を支配下選手登録したことを発表。背番号は98[73]。
  - 読売ジャイアンツの菅野智之が通算1000奪三振。史上148人目[74]。
- 2日
  - 埼玉西武ライオンズの秋山翔吾が通算100本塁打。史上289人目[75]。
- 3日
  - 福岡ソフトバンクホークスの松田宣浩が通算250本塁打。史上63人目[76]。
- 4日
  - 広島東洋カープ対読売ジャイアンツ7回戦（マツダスタジアム）の1回裏、広島一軍監督の緒方孝市が菊池涼介の一塁への走塁を巡って行ったリクエスト判定に異議を唱え激高し退場処分。以後の試合はヘッドコーチの高信二が監督代行を務めた[77]。広島は即日、日本野球機構に対して意見書を提出[78]。その後コミッショナーの斉藤惇は5月7日、緒方に対して厳重注意及び制裁金10万円の処分を科した[79]。
- 5日
  - 広島東洋カープの鈴木誠也が通算100本塁打。史上290人目。さらに江藤智を抜いて球団最年少記録を更新[80]。
  - 阪神タイガースの福留孝介がサヨナラ2点本塁打を打ちセントラル・リーグ通算5万号。さらに福留は金本知憲を抜いて史上最年長でのサヨナラ本塁打を記録[81]。
- 7日
  - 埼玉西武ライオンズは、二軍育成コーチの星孝典と育成選手契約を結んだことを発表。これに伴い星のコーチ登録は抹消され、背番号も81から181に変更される[82]。なお今回の契約は捕手不足による一時的な措置として行われたもの[83]。
- 8日
  - オリックス・バファローズのT-岡田が通算1000安打。史上296人目[84]。
- 10日
  - 広島東洋カープは、カープアカデミー出身のエマイリン・モンティージャ、アルフレッド・メナと育成選手契約を結んだことを発表。背番号はモンティージャが141、メナが144[85][86]。
- 11日
  - 千葉ロッテマリーンズの角中勝也が通算1000安打。史上297人目[87]。
  - 読売ジャイアンツの坂本勇人が1997年の金本知憲に並ぶセントラル・リーグタイ記録となる開幕35試合連続出塁[88]。
- 12日
  - 読売ジャイアンツの坂本勇人がセントラル・リーグ新記録となる開幕36試合連続出塁[89]。
  - 埼玉西武ライオンズの山川穂高が通算100本塁打。史上291人目で通算321試合目での達成は日本人選手最速[90]。
- 14日
  - 東北楽天ゴールデンイーグルスの藤田一也が通算1000安打。史上298人目[91]。
- 16日
  - 横浜DeNAベイスターズのホセ・ロペスが連続守備機会無失策を1517とし、プロ野球記録を更新[92]。
  - 中日ドラゴンズ球団代表の加藤宏幸は、松坂大輔が5月の練習日に千葉県内でゴルフを行っていた規律違反行為があったとしてペナルティーを科したことを発表。ただしその内容については非公表とされた[93]。
- 17日
  - 東京ヤクルトスワローズの青木宣親が通算100本塁打。史上292人目[94]。
- 20日
  - 読売ジャイアンツの上原浩治が自身のTwitterで現役引退を発表[95]。その後東京都内のホテルで行われた記者会見で正式に発表した[96]。
- 22日
  - 広島東洋カープ一軍監督の緒方孝市の実父が死去したことに伴い、この日の対中日ドラゴンズ第11回戦（マツダスタジアム）はヘッドコーチの高信二が監督代行を務めた[97]。
  - 東京ヤクルトスワローズの青木宣親が日本通算1500安打。史上126人目[98]。
- 23日
  - 北海道日本ハムファイターズの杉谷拳士が左右両打席本塁打。史上19人目で日本人選手では9人目[99]。
- 24日
  - 中日ドラゴンズの大島洋平が通算200盗塁。史上76人目[100]。
- 25日
  - 福岡ソフトバンクホークスは、東フロリダ州立短期大学出身のカーター・スチュワートとの契約に合意したことを発表[101]。6月3日に入団会見を行い、背番号は2に決定[102]。
  - 千葉ロッテマリーンズの角中勝也が通算1000試合出場。史上498人目[103]。
- 26日
  - 中日ドラゴンズの高橋周平が川上哲治、イチローらに並ぶプロ野球タイ記録となる月間8回目の猛打賞[104]。
  - 東京ヤクルトスワローズの青木宣親、山田哲人、ウラディミール・バレンティンが、同年2度目となる3者連続本塁打。同一選手による2度目の3者連続本塁打はセントラル・リーグでは初[105]。
- 28日
  - 東京ヤクルトスワローズの五十嵐亮太が通算800試合登板。史上7人目[106]。
  - オリックス・バファローズは、前年まで一軍監督を務めた福良淳一が6月1日付でゼネラルマネージャー（GM）兼編成部長に就任することを発表[107]。
- 29日
  - 読売ジャイアンツの坂本勇人が通算200本塁打。史上104人目[108]。
  - 阪神タイガースの高山俊が代打サヨナラ満塁本塁打[109]。
- 30日
  - 横浜DeNAベイスターズは、二軍バッテリーコーチ補佐兼育成担当の靍岡賢二郎と育成選手契約を結んだことを発表。これに伴い靍岡のコーチ登録は抹消され、背番号も87から087に変更される。なお今回の契約は捕手不足による一時的な措置として行われたもの[110][111]。
  - 北海道日本ハムファイターズの清宮幸太郎が同年1号3点本塁打を打ち、これが史上7球団目となる球団通算8000号本塁打となった[112]。
- 31日
  - 読売ジャイアンツは、二軍投手コーチだった三澤興一を一軍投手コーチに昇格させる配置転換を行ったことを発表[113]。
  - 横浜DeNAベイスターズは、元ワシントン・ナショナルズのサミー・ソリスの獲得を発表[114]。6月7日に入団会見を行い、背番号は97に決定[115]。
  - 東北楽天ゴールデンイーグルスは、ともに育成登録の野元浩輝と下妻貴寛をBCリーグ・埼玉武蔵ヒートベアーズに6月いっぱい派遣することを発表[116]。

### 6月
- 1日
  - 読売ジャイアンツの阿部慎之助が通算400本塁打。史上19人目で捕手での達成は野村克也、田淵幸一、球団生え抜きの選手では王貞治、長嶋茂雄に次いでともに3人目[117]。
  - 東京ヤクルトスワローズが横浜DeNAベイスターズに0-7で敗れ、球団及びセントラル・リーグワーストタイ記録となる16連敗[118]。
- 2日
  - 阪神タイガースの糸井嘉男が通算100死球。史上21人目[119]。
  - 横浜DeNAベイスターズのホセ・ロペスが対東京ヤクルトスワローズ戦の1回表にファーストゴロエラーを犯し、連続守備機会無失策のプロ野球記録更新が1632で止まる[120]。
- 4日
  - 日本生命セ・パ交流戦開幕。
  - 福岡ソフトバンクホークスの今宮健太が通算1000試合出場。史上499人目[121]。
- 7日
  - 北海道日本ハムファイターズの宮西尚生が、山口鉄也と並びプロ野球記録タイとなる8年連続20ホールドを達成[122]。
- 9日
  - 読売ジャイアンツは、育成契約だった加藤脩平を支配下選手登録したことを発表。背番号は94[123]。また、阿部慎之助がプロ野球最多記録となる計229人の投手から本塁打[124]。
  - 東北楽天ゴールデンイーグルスの銀次が通算1000安打。史上299人目で球団の生え抜き選手では初[125]。
  - 北海道日本ハムファイターズの大田泰示が対阪神タイガース3回戦（阪神甲子園球場）の6回表に本塁打を放ち、史上35人目となる全球団から本塁打を達成[126]。
  - 横浜DeNAベイスターズのエドウィン・エスコバーが左投手で日本プロ野球史上最速となる160km/hを記録[127]。また、楠本泰史が1975年の久保俊巳以来史上2人目となるプロ初本塁打が代打逆転満塁本塁打[128]。
- 11日
  - 阪神タイガースの藤川球児が通算150ホールド。史上7人目[129]。
- 13日
  - 読売ジャイアンツの阿部慎之助が通算350二塁打。史上42人目で球団生え抜き選手では川上哲治、長嶋茂雄、王貞治に次いで4人目[130]。
- 14日
  - 千葉ロッテマリーンズのブランドン・レアードが通算150本塁打。史上173人目[131]。
  - 東北楽天ゴールデンイーグルスの浅村栄斗が対広島東洋カープ1回戦（楽天生命パーク宮城）の2回裏に本塁打を放ち、史上36人目となる全球団から本塁打を達成。浅村は2015年9月22日に全打順本塁打を記録しており、吉村裕基に次ぐ史上2人目の全球団全打順本塁打を達成[132]。
  - コミッショナーの斉藤惇は、前日13日のウエスタン・リーグ・オリックス・バファローズ対阪神タイガース14回戦で選手交代の通告を怠ったとして、阪神二軍監督の平田勝男を厳重注意処分[133]。
- 15日
  - 横浜DeNAベイスターズがプロ野球初の球団通算5000敗[134]。
- 18日
  - 東北楽天ゴールデンイーグルスのゼラス・ウィーラーが通算100本塁打。史上293人目で楽天の外国人選手では史上初[135][136]。
  - 日本野球機構審判員の本田英志が通算1500試合出場。史上94人目で現役審判員では16人目[137]。
- 19日
  - 広島東洋カープが、前年に並ぶ球団史上最速タイ記録となる観客動員数100万人を突破[138]。
- 21日
  - 阪神タイガースの西勇輝が通算1000奪三振。史上149人目[139]。
  - 千葉ロッテマリーンズが球団通算4500勝[140]。
  - 横浜DeNAベイスターズが、球団史上最速記録となる観客動員数100万人を突破[141]。
  - 読売ジャイアンツの坂本勇人がプロ野球タイ記録の1試合5三振。史上17人目[142]。
- 22日
  - 千葉ロッテマリーンズのブランドン・レアードが対東京ヤクルトスワローズ2回戦の3回表に本塁打を放ち、史上37人目となる全球団本塁打を達成[143]。
  - 読売ジャイアンツは、MLBのアリゾナ・ダイヤモンドバックス傘下のAAA級リノ・エーシズでプレーしていたルビー・デラロサと契約合意したことを発表。背番号は97[144]。
- 23日
  - 福岡ソフトバンクホークスが読売ジャイアンツを5-1で下し、交流戦5度目の優勝[注 1][145]。
  - オリックス・バファローズがパシフィック・リーグ新記録の1イニング4三塁打[146]。
- 24日
  - 福岡ソフトバンクホークスは、育成契約だったオスカー・コラスを支配下選手登録したことを発表。背番号は46[147]。
- 25日
  - 日本生命セ・パ交流戦閉幕。MVPは福岡ソフトバンクホークスの松田宣浩[148]。
- 26日
  - 読売ジャイアンツの吉川光夫、宇佐見真吾と北海道日本ハムファイターズの鍵谷陽平、藤岡貴裕との2対2の交換トレードが成立したことを両球団が発表。吉川光は3年ぶりの古巣復帰となる[149]。28日にいずれも入団会見を行い、背番号は吉川が56、宇佐見が30、鍵谷が32、藤岡が47に決定[150][151]。
- 27日
  - 日本野球機構は、オリックス・バファローズのジョーイ・メネセスが4月と5月に二回行ったドーピング検査において禁止薬物の陽性反応を示したとして、この日から1年間の出場停止処分にしたことを発表[152][153]。薬物による出場停止処分を受けたのは史上6人目[153]。これを受け、球団本部長の長村裕之は同日付でメネセスを契約解除にしたことを発表した[154]。
- 28日
  - 埼玉西武ライオンズは、育成契約だった齊藤誠人を支配下選手登録したことを発表。背番号は78[155]。
- 30日
  - 東京ヤクルトスワローズの山田哲人が通算1000安打。史上300人目[156]。
  - 中日ドラゴンズの松井雅人、松井佑介とオリックス・バファローズの松葉貴大、武田健吾との2対2の交換トレード、及び中日のスティーブン・モヤのオリックスへの金銭トレードが成立したことを両球団が発表[157]。入団会見はオリックスへの3選手が7月3日[注 2]、中日への2選手が7月6日に行われ、背番号は松井雅が33、モヤが1、松葉が38、松井佑と武田がともに移籍前と同じ56に決定[159][160]。

### 7月
- 1日
  - 東北楽天ゴールデンイーグルスは、育成登録の千葉耕太をBCリーグ・埼玉武蔵ヒートベアーズに3日から31日まで派遣するとともに、下妻貴寛の派遣期間を7月いっぱいまで延長したことを発表[161]。→5月31日の出来事も参照
- 2日
  - 広島東洋カープの下水流昂と、東北楽天ゴールデンイーグルスの三好匠の交換トレードが成立したことを両球団が発表[162]。入団会見は三好が4日[163]、下水流が5日に行われ[164]、背番号はそれぞれ35と46に決定。
  - 阪神タイガースが、対横浜DeNAベイスターズ戦（横浜スタジアム）の5回表にプロ野球タイ記録となる1イニング4三振を喫する屈辱[165]。
- 3日
  - 千葉ロッテマリーンズは、8月4日にロッテ浦和球場で開催を予定していたイースタン・リーグ・ロッテ対東北楽天戦について、酷暑対策として試合開始を13時から18時に変更すると同時に、球場もZOZOマリンスタジアムに移して開催することを発表[166]。
- 4日
  - 阪神タイガースの石崎剛と、千葉ロッテマリーンズの高野圭佑の交換トレードが成立したことを両球団が発表[167][168]。7日にともに入団会見を行い、背番号は石崎が58、高野が30に決定[169][170]。
- 5日
  - 読売ジャイアンツは、育成契約だった山下航汰を支配下選手登録したことを発表。背番号は99[171]。
- 7日
  - 読売ジャイアンツの和田恋と、東北楽天ゴールデンイーグルスの古川侑利の交換トレードが成立したことを両球団が発表。翌8日にともに入団会見を行い、背番号は和田が54[注 3]、古川が67に決定[173][174]。
  - 阪神タイガースは、元サンフランシスコ・ジャイアンツのヤンガービス・ソラーテの獲得を発表[175]。12日に支配下選手登録され、背番号は42に決定[176]。
- 8日
  - 東北楽天ゴールデンイーグルスのゼラス・ウィーラーが対オリックス・バファローズ13回戦（山形・きらやかスタジアム）の8回裏に空振り三振に倒れた後、ハーフスイングの判定を巡り一塁塁審に激高。その後暴言を吐き退場処分[177][178]。コミッショナーの斉藤惇は翌9日、ウィーラーに対し厳重注意及び制裁金10万円の処分を科した[179]。
- 10日
  - 広島東洋カープは、育成契約だったエマイリン・モンティージャを支配下選手登録したことを発表。背番号も141から98に変更となる[180][181]。→5月10日の出来事も参照
- 11日
  - フレッシュオールスターゲームが楽天生命パーク宮城で行われ、ウエスタン選抜が5-1でイースタン選抜に勝利。MVPは広島東洋カープの小園海斗[182]。
- 12日
  - オールスターゲーム第1戦が東京ドームで行われ、パシフィック・リーグが6-3でセントラル・リーグを下し同ゲーム5連勝。MVPは埼玉西武ライオンズの森友哉[183]。
- 13日
  - オールスターゲーム第2戦が阪神甲子園球場で行われ、セントラル・リーグが11-3でパシフィック・リーグを下し連敗を5で止めた。またこの試合では阪神タイガースの近本光司が1992年第2戦の古田敦也以来史上2人目の球宴でのサイクル安打を達成し、MVPに輝いた[184][185]。
  - プロ野球実行委員会は、オールスターゲームに「プラスワン投票」で選出されながら出場を辞退した北海道日本ハムファイターズの大田泰示について、「球宴辞退後公式戦10試合に出場できない」とする野球協約の適用対象外とすることを決定。大田は腰の張りによりプラスワン投票決定前の7月3日に出場選手登録を抹消されていた[186]。
- 14日
  - 横浜DeNAベイスターズは、育成契約の中川虎大を支配下選手登録することを発表。背番号は93[187]。
  - 千葉ロッテマリーンズは、クリーブランド・インディアンスのレオネス・マーティンの獲得を発表[188]。26日に入団会見を行い、背番号は79に決定[189]。
- 15日
  - 千葉ロッテマリーンズの鈴木大地が通算1000試合出場。史上500人目[190]。
- 16日
  - 横浜DeNAベイスターズは、所属選手の綾部翔が神奈川県青少年保護育成条例に抵触する不適切行為があったとして無期限謹慎処分にしたことを発表[191]。
  - 北海道日本ハムファイターズの秋吉亮が全球団セーブを達成。史上5人目[192]。
- 17日
  - 横浜DeNAベイスターズの山﨑康晃が通算150セーブ。史上15人目で26歳9か月での達成は史上最年少[193]。
- 19日
  - 埼玉西武ライオンズの中村剛也が通算400本塁打。史上20人目[194]。
- 20日
  - 中日ドラゴンズの平田良介が通算100本塁打。史上294人目[195]。
- 22日
  - 日本野球機構は2020年のセントラル・リーグ及び交流戦の日程を発表。東京五輪が開催される関係で例年より1週間早い3月20日開幕、7月21日から8月13日までの中断期間を挟み10月17日閉幕予定。これに伴いクライマックスシリーズは10月24日開幕、日本選手権シリーズは11月7日開幕と同年より3週間遅くなる。五輪前後の期間中に本拠地球場が使用できない横浜DeNAベイスターズは2カードを東京ドームで、1カードをエコスタジアム新潟で、1カードをZOZOマリンスタジアムで、東京ヤクルトスワローズは4カードを東京ドームで代替開催する[196]。また交流戦は5月26日から6月14日まで各チーム18試合ずつ行われるが、DeNAが本拠地である横浜スタジアムを使用できなくなる6月9日までに主催試合を消化できない場合は東京ドームで代替開催する[196][197]。
- 24日
  - 広島東洋カープの菊池涼介が通算1000試合出場。史上501人目[198]。
  - 広島東洋カープ球団本部長の鈴木清明は、6月30日の対横浜DeNAベイスターズ戦（横浜スタジアム）で全力疾走を怠った野間峻祥に対して試合後に数回平手打ちしたとして、一軍監督の緒方孝市を7月15日に厳重注意処分にしたことを発表[199]。
- 25日
  - オリックス・バファローズは、育成契約だった神戸文也と本田仁海を支配下選手登録したことを発表。背番号は神戸が95、本田が96[200]。
  - 広島東洋カープの野村祐輔が通算1000投球回。史上354人目[201]。
- 26日
  - 読売ジャイアンツは、育成契約だった堀岡隼人を支配下選手登録したことを発表。背番号は95[202]。
- 27日
  - 埼玉西武ライオンズが対北海道日本ハムファイターズ戦（メットライフドーム）で本塁打6本を打ちながら敗戦の珍事。6本はすべてソロ本塁打だった[203]。
- 28日
  - 阪神タイガースの福留孝介が通算1000得点。史上42人目[204]。
  - 東北楽天ゴールデンイーグルスは、育成契約の由規と寺岡寛治を支配下選手登録したことを発表。背番号は由規が63、寺岡が68[205]。
- 29日
  - パシフィック・リーグは2020年の公式戦日程を発表。3月20日開幕、7月21日から8月13日までの中断期間はセントラル・リーグと同様。また東京五輪のサッカー会場に指定され2か月間試合ができない札幌ドームを本拠地とする北海道日本ハムファイターズは当該期間に東京ドームや沖縄セルラースタジアム那覇などの地方球場で主催試合を10試合行う。さらにパ･リーグでは1992年[注 4]以来28年ぶりに水戸市民球場で9月8日に千葉ロッテマリーンズ主催による公式戦（対日本ハム戦）を開催する[206]。
  - 広島東洋カープは、育成契約だったフアン・サンタナを支配下選手登録したことを発表。背番号は99[207]。→3月14日の出来事も参照
- 30日
  - 阪神タイガースは、ヤンガービス・ソラーテが本塁打を打ち、球団通算8000号本塁打を達成[208]。また、育成契約の片山雄哉を支配下選手登録したことを発表。背番号は95[209]。
  - 読売ジャイアンツ一軍監督の原辰徳が監督通算1000勝。史上13人目で球団では川上哲治、長嶋茂雄に次いで3人目[210][211]。
- 31日
  - 東北楽天ゴールデンイーグルスは、育成契約のルシアノ・フェルナンドを支配下選手登録したことを発表。背番号は97[212]。
  - 埼玉西武ライオンズはファビオ・カスティーヨに対して戦力外通告を行い、同日付でウェイバー公示したことを発表[213]。

### 8月
- 1日
  - 千葉ロッテマリーンズのブランドン・レアードが、対オリックス・バファローズ15回戦（ZOZOマリンスタジアム）の3回裏に見逃し三振に倒れたことを不服として球審に対して侮辱行為を働き退場処分[214]。コミッショナーの斉藤惇は翌2日、レアードに対して厳重注意及び制裁金10万円の処分を科した[215]。またこの試合ではロッテ投手陣がオリックスの打者に対して3個の死球を与え、特に8回表には西野真弘が2打席連続死球を受けたことを巡り両チームが飛び出す騒ぎとなり警告試合となった[216]。
- 2日
  - 読売ジャイアンツは、スコアラー室長の村田善則を一軍ブルペンコーチへ配置転換したことを発表。背番号は98。また一軍投手コーチだった三澤興一を二軍投手コーチに降格したことを発表[217]。
  - オリックス・バファローズの増井浩俊が通算500試合登板。史上100人目[218]。
- 4日
  - 横浜DeNAベイスターズの石川雄洋が通算1000安打。史上301人目[219]。
- 5日
  - コミッショナーの斉藤惇は、8月2日に行われたイースタン・リーグ・東京ヤクルト対埼玉西武戦（ヤクルト戸田球場）で球審の判定に対して侮辱行為を働き退場処分を受けたヤクルトの濱田太貴に対して厳重注意及び制裁金5万円の処分を科したことを発表[220]。
  - 横浜DeNAベイスターズは、育成契約のレミー・コルデロをシーズン終了までBCリーグ・信濃グランセローズに派遣することを発表[221]。
- 7日
  - 日本野球機構は、埼玉西武ライオンズからウェイバー公示されていたファビオ・カスティーヨについて、期限までに獲得する球団が出なかったため自由契約選手として公示したことを発表[213]。
  - 阪神タイガースの糸井嘉男が通算1500試合出場。史上195人目[222]。
- 8日
  - 東京ヤクルトスワローズの五十嵐亮太が日米通算900試合登板[注 5][223]。
  - コミッショナーの斉藤惇は、前日7日のウエスタン・リーグ・オリックス対中日戦（オセアンバファローズスタジアム舞洲）で選手交代の通告を怠ったオリックス二軍監督の中嶋聡を厳重注意処分[224]。
- 9日
  - 日本テレビは、今月東京ドームで開催される読売ジャイアンツ主催試合を在京民放5社が運営する無料配信ポータルサイト『TVer』を介して試合開始から終了まで無料でライブ配信することを発表。配信の対象となるのは10日・11日の対東京ヤクルトスワローズ戦、及び28日・29日の対広島東洋カープ戦の合計4試合となる[225]。
  - 読売ジャイアンツの阿部慎之助が通算150死球。史上5人目[226]。
- 11日
  - 埼玉西武ライオンズの栗山巧が通算100本塁打。史上295人目[227]。
- 12日
  - 読売ジャイアンツの山口俊が通算1000奪三振。史上150人目[228]。また大竹寛が通算100勝。史上137人目[229]。
  - 東京ヤクルトスワローズの村上宗隆が対横浜DeNAベイスターズ戦（神宮球場）で打った第25号2点本塁打がサヨナラ本塁打となり、19歳6か月の史上最年少サヨナラ本塁打記録を更新[230]。
- 13日
  - 横浜DeNAベイスターズは、8月3日の対読売ジャイアンツ戦（横浜スタジアム）で降板後に判定などを不服としてベンチ内の冷蔵庫を3発殴り、右手関節脱臼骨折したスペンサー・パットンを罰金500万円及び野球振興活動への参加などの処分にしたことを発表[231]。
  - 中日ドラゴンズの大野雄大が通算1000投球回。史上355人目[232]。
  - 埼玉西武ライオンズ対オリックス・バファローズ19回戦（メットライフドーム）で死球を巡り3人が退場となる異常事態。4回表に若月健矢がこの日チームの3個目の死球を受けた際に両チームが乱闘騒ぎを起こし、その際西武の森脇亮介に対し暴力行為を働いたとしてオリックスの一塁ベースコーチを務めていた佐竹学が退場。警告試合が宣告されたが、その直後の4回裏にはオリックスの田嶋大樹が西武の森友哉に死球を与え退場処分[233]。さらに9回表には西武の平良海馬がオリックスの福田周平に死球を与え再度乱闘騒ぎを起こし、平良が退場処分[234]。1試合3人退場は12年ぶり6度目のプロ野球ワーストタイ記録[235]。コミッショナーの斉藤惇は翌14日、佐竹に対して厳重注意及び制裁金15万円の処分に、また西武一軍監督の辻発彦及びオリックス一軍監督の西村徳文には「統率行為を欠き試合を中断させた」として注意を与えた[236]。
- 14日
  - オリックス・バファローズが、横浜DeNAベイスターズに次ぎ2球団目となる球団通算5000敗[237]。
  - 東北楽天ゴールデンイーグルスの青山浩二が通算600試合登板。史上41人目で球団の生え抜き選手では初[238]。
- 17日
  - 広島東洋カープは、サビエル・バティスタがドーピング検査で陽性反応を示したことを受け同日付で出場選手登録を抹消し、自宅謹慎にしたことを発表。詳細な処分等については改めて発表するとした[239][240]。
  - 横浜DeNAベイスターズの筒香嘉智が通算200本塁打。史上105人目で27歳8か月での達成は球団史上最年少[241]。
- 20日
  - 東北楽天ゴールデンイーグルスは、2018年U-18台湾代表の王彦程と育成選手契約したことを発表。背番号は017[242]。
- 21日
  - 東京ヤクルトスワローズの山田哲人が、プロ野球タイ記録となる32連続盗塁成功[243]。
- 22日
  - 千葉ロッテマリーンズの荻野貴司が通算200盗塁。史上77人目[244]。
- 23日
  - 東京ヤクルトスワローズの山田哲人がプロ野球新記録となる33連続盗塁成功[245]。また大引啓次が通算1000安打。史上302人目[246]。
  - 日本野球機構審判員の牧田匡平が通算1000試合出場。史上130人目で現役審判員では27人目[247]。
  - 東北楽天ゴールデンイーグルスの銀次が通算1000試合出場。史上502人目[248]。
- 24日
  - 東京ヤクルトスワローズのウラディミール・バレンティンが通算1000試合出場。史上503人目で球団外国人で初の到達[249]。
- 27日
  - パシフィック・リーグは、東北楽天ゴールデンイーグルスのジャバリ・ブラッシュが本塁打を打ち、同リーグ通算50000号本塁打を達成[250]。
- 28日
  - 北海道日本ハムファイターズ対埼玉西武ライオンズ23回戦（釧路市民球場）が8回表の西武攻撃中に日没コールドゲーム。日没コールドは1999年6月20日のオリックス・ブルーウェーブ対大阪近鉄バファローズ（札幌市円山球場）以来20年ぶり[251]。
- 29日
  - 東京ヤクルトスワローズの山田哲人がプロ野球新記録となる通算4度目の「シーズン30本塁打・30盗塁」達成と、プロ野球タイ記録となる同一シーズンでの31連続盗塁成功[252][253]。
  - 東北楽天ゴールデンイーグルスがプロ野球タイ記録およびパシフィック・リーグ新記録となる月間9度目の延長戦[254]。
  - 北海道日本ハムファイターズの公文克彦がプロ野球新記録となる初登板から165試合連続無敗[255]。
- 30日
  - 東京ヤクルトスワローズの山田哲人がプロ野球新記録となる同一シーズンでの32連続盗塁成功[256]。
- 31日
  - 東北楽天ゴールデンイーグルスのオコエ瑠偉がイースタン・リーグの対埼玉西武ライオンズ戦（西武第二球場）で球団初のサイクル安打。イースタン史上10人目[257]。
  - 埼玉西武ライオンズの栗山巧が通算1807安打とし、石毛宏典の通算1806安打を抜き球団記録を更新[258]。
  - 阪神タイガースの藤川球児が現役投手最多の通算235セーブ[259]。また鳥谷敬が29日に球団から引退勧告を受けたことを明らかにすると共に、これを受けて同年限りで退団することを表明[260]。

### 9月
- 1日
  - 東京ヤクルトスワローズの青木宣親が通算100死球。史上22人目[261]。
- 2日
  - 阪神タイガースは、オーナー付シニア・エグゼクティブ・アドバイザーである掛布雅之の同年限りでの退団を発表[262]。その後10月31日付けで退団した[263]。
  - オリックス・バファローズの増井浩俊が通算150ホールド。史上8人目。同時に4月19日の通算150セーブと併せ史上2人目の「ダブル150」を達成[264]。
- 3日
  - 日本野球機構は、広島東洋カープのサビエル・バティスタがドーピング検査において禁止薬物の陽性反応を示したとして、6か月間の出場停止処分を科したと発表[265]。→8月17日の出来事も参照
- 4日
  - 広島東洋カープは、前年まで在籍したブラッド・エルドレッドの現役引退と球団駐米スカウト就任を発表[266]。
  - 東京ヤクルトスワローズの山田哲人が通算200本塁打をサヨナラ満塁本塁打で達成。史上106人目で27歳1か月での達成は球団史上最年少[267][268]。他に千葉ロッテマリーンズ対北海道日本ハムファイターズ戦・横浜DeNAベイスターズ対阪神タイガース戦の計3試合全てで本塁打によりサヨナラゲームとなる。同日開催の複数試合全てがサヨナラ終了となるのは５２年ぶり。[269][270]。
- 5日
  - 埼玉西武ライオンズの中村剛也が通算3000塁打。史上59人目[271]。
  - 横浜DeNAベイスターズが球団史上最速記録となる観客動員数200万人を突破[272]。
- 6日
  - 広島東洋カープは、永川勝浩が同年限りで現役を引退するとの申し出があり、それを了承したと発表。23日に会見と引退セレモニーが行われた[273]。
  - 福岡ソフトバンクホークスの千賀滉大がノーヒットノーラン。史上80人目（91度目）で育成出身初、令和初[274][275]。
- 7日
  - 広島東洋カープは、赤松真人が同年限りで現役を引退すると発表[276]。
- 8日
  - 東京ヤクルトスワローズの畠山和洋と館山昌平が同年限りでの現役引退を表明[277][278]。また、一軍監督の小川淳司が同年限りで退任する意向を表明[279]。一軍ヘッドコーチの宮本慎也も同年限りでの退任を球団に申し出た[280]。
  - 阪神タイガースの梅野隆太郎が捕手シーズン110補殺のセントラル・リーグ新記録[281]。
- 9日
  - 阪神タイガースは、ヤンガービス・ソラーテを自由契約とする旨発表。ソラーテは6日の対広島東洋カープ戦（マツダスタジアム）から出場選手登録される予定だったが、首脳陣に「モチベーションが上がらない」と直訴して出場を拒否していた[282]。
  - 千葉ロッテマリーンズ一軍監督の井口資仁が対福岡ソフトバンクホークス25回戦（福岡 ヤフオク!ドーム）の4回裏に死球の判定を巡って球審に異議を唱え、その後「異議の際に禁止行為があった」として現役時代を含め初の退場処分[283]。コミッショナーの斉藤惇は翌10日、井口に対して厳重注意及び制裁金5万円の処分を科した[284]。なおロッテ球団は11日付で日本野球機構に意見書を提出した[285]。
- 10日
  - 東京ヤクルトスワローズは、同年限りの退任を表明していた一軍監督の小川淳司及び一軍ヘッドコーチの宮本慎也の退任を正式に発表した[286]。→9月8日の出来事も参照
  - 阪神タイガースがこの日の対東京ヤクルトスワローズ戦（阪神甲子園球場）で延長戦の末敗れ、史上3球団目となる通算5000敗を喫すると同時に自力でのクライマックスシリーズ進出が消滅[287]。
- 11日
  - 中日ドラゴンズ球団代表の加藤宏幸は、根尾昂と垣越建伸が前日（10日）の夜、名古屋市内の合宿所に戻る途中に信号付の横断歩道を渡らずに離れた地点の道路を横断し、目撃者から11日朝にナゴヤ球場に通報があったとして両名を電話にて厳重注意処分にしたことを発表[288]。
  - 埼玉西武ライオンズの増田達至が通算100セーブ。史上32人目[289]。
- 13日
  - 阪神タイガースのランディ・メッセンジャーが球団に同年限りでの現役引退を申し入れ、了承されたことを表明[290]。
  - 東京ヤクルトスワローズは大引啓次が同年限りで退団することを発表。球団は現役引退を申し入れたが、大引は現役続行を希望している[291]。
- 14日
  - 中日ドラゴンズの大野雄大がノーヒットノーラン。史上81人目（92度目）[292]。
  - 東京ヤクルトスワローズの山田哲人が対横浜DeNAベイスターズ戦（横浜スタジアム）の1回表に二盗を試みるも失敗し、連続盗塁成功のプロ野球記録更新が前年から38連続、同年での33連続で止まる[293]。また、村上宗隆がセントラル・リーグ新記録となるシーズン174三振[294]。
  - 阪神タイガースの能見篤史が岩瀬仁紀に次いで史上2人目の40歳代で年間50試合登板を達成[295]。
- 15日
  - 東北楽天ゴールデンイーグルスの久保裕也が通算500試合登板。史上101人目[296]。
  - 福岡ソフトバンクホークスの松田宣浩が通算300二塁打。史上72人目[297]。
- 17日
  - 東京ヤクルトスワローズは、寺原隼人と三輪正義の同年限りでの現役引退を発表[298]。
  - 北海道日本ハムファイターズは、實松一成の同年限りでの現役引退を発表[299]。
  - 埼玉西武ライオンズは、禁止されている公式戦チケットを営利目的で転売していたとして、球団ファンクラブに入会していた約40名を退会処分にしたことを発表[300]。
- 18日
  - 阪神タイガースの近本光司が1958年の長嶋茂雄に並ぶセントラル・リーグタイ記録の新人シーズン153安打[301]。
- 19日
  - 阪神タイガースの近本光司が同年154安打とし、セントラル・リーグ新人最多安打記録を更新[302]。
  - 横浜DeNAベイスターズの梶谷隆幸が通算100本塁打を代打満塁本塁打で達成。史上296人目[303]。
- 20日
  - オリックス・バファローズの岸田護が京セラドーム大阪で同年限りでの現役引退を発表[304]。
  - 横浜DeNAベイスターズ対読売ジャイアンツ23回戦（横浜スタジアム）は、DeNAは平良拳太郎、巨人は山口俊が先発投手を務めたが、2016年オフにDeNA所属だった山口が巨人にFA移籍した際の補償選手が平良であり、史上初めて「FA移籍選手とその人的補償選手の先発対決」が実現した[305]。
  - ウエスタン・リーグで、福岡ソフトバンクホークスの3年ぶり12度目の優勝が決定[306]。
  - 埼玉西武ライオンズの平井克典が1961年の稲尾和久に並ぶパシフィック・リーグタイ記録のシーズン78試合登板[307]。
- 21日
  - セントラル・リーグで、読売ジャイアンツが5年ぶり37度目の優勝を果たした[308]。
  - 埼玉西武ライオンズの平井克典がパシフィック・リーグ最多記録更新となるシーズン79試合登板[309]。
  - オリックス・バファローズは、一軍監督の西村徳文の翌年続投を発表[310]。
- 22日
  - 阪神タイガースの横田慎太郎が同年限りでの現役引退を発表[311]。
- 23日
  - 千葉ロッテマリーンズの福浦和也が現役最後の試合に出場し、史上初となる通算2000安打ちょうどで引退[312]。
- 24日
  - 阪神タイガースの梅野隆太郎が捕手シーズン120補殺のプロ野球新記録[313]。
  - パシフィック・リーグで、埼玉西武ライオンズが2年連続23度目の優勝を果たした[314]。
  - パシフィック・リーグ6球団の順位が、この日に行われた公式戦の結果ですべて決定する珍事が発生[315]。
- 25日
  - 阪神タイガースの髙橋聡文が同年限りでの現役引退を発表[316]。
  - 読売ジャイアンツの阿部慎之助が同年限りでの現役引退を発表[317]。
- 26日
  - イースタン・リーグで、東北楽天ゴールデンイーグルスが初優勝を飾る[318]。
- 28日
  - 中日ドラゴンズは、二軍監督の小笠原道大、二軍打撃コーチの森野将彦と石井昭男、二軍バッテリーコーチの田村藤夫の以上4名と翌年の契約を結ばないことを発表[319]。
  - オリックス・バファローズは、二軍チーフ兼打撃コーチの米村理の退団申し出を受理したと発表[320]。
  - 東京ヤクルトスワローズの小川泰弘が通算1000投球回。史上356人目[321]。
- 29日
  - 東京ヤクルトスワローズは、一軍投手コーチの田畑一也と石井琢朗、二軍チーフコーチの橋上秀樹の以上3名が契約満了に伴い退団すると発表[322]。
  - オリックス・バファローズは、一軍打撃コーチの下山真二、一軍内野守備・走塁コーチの勝呂寿統、二軍打撃コーチの藤井康雄、二軍外野守備走塁コーチの早川大輔、育成チーフコーチの弓岡敬二郎の以上5名と翌年のコーチ契約を行わないことを発表[323]。
  - パシフィック・リーグの全日程が終了[324]。
- 30日
  - 阪神タイガースが、シーズン最終戦となる対中日ドラゴンズ25回戦（阪神甲子園球場）で、3-0で勝利。これにより勝率が広島を上回り、2年ぶりのクライマックスシリーズ進出が決定[325]。
  - 中日ドラゴンズがセントラル・リーグ新記録となるシーズン守備率.992と、同最少タイ記録となるシーズン45失策で公式戦全日程を終了[326]。
  - セントラル・リーグの全日程が終了。

### 10月
- 1日
  - 東京ヤクルトスワローズは同年二軍監督を務めた高津臣吾が翌年の一軍監督に就任することを発表[327]。
  - 広島東洋カープ一軍監督の緒方孝市がマツダスタジアム内で同年限りで辞任することを表明[328]。
  - 第1次戦力外通告開始[329]。
  - 福岡ソフトバンクホークスは育成の笠原大芽、島袋洋奨、中村晨、張本優大の4選手と来季の契約を結ばないことを発表[330]。
  - 東京ヤクルトスワローズは大引啓次、村中恭兵、岩橋慶侍、沼田拓巳、山川晃司の5選手に戦力外通告したことを発表[331]。
  - 横浜DeNAベイスターズは綾部翔、寺田光輝、中後悠平、田村丈、水野滉也、西森将司、大河、狩野行寿、中川大志、青柳昴樹の10人と翌年の契約を結ばないことを発表[332]。このうち中川は同年限りで現役引退する意向[333]。
  - 北海道日本ハムファイターズは、中村勝、田中豊樹、立田将太、森山恵佑、岸里亮佑の5選手と翌年の契約を結ばないことを発表[334]。また選手兼任でファーム育成コーチの實松一成が退団することも発表[335]。
  - 中日ドラゴンズは武山真吾[336]、亀澤恭平[337]、杉山翔大[338]、近藤弘基[339]、友永翔太[340]と翌年の契約を結ばないことを発表。これを受けて武山[336]と友永[340]は同年限りでの現役引退を示唆した。またシニアディレクターの森繁和が同年限りで退団することを発表[341]。
  - 読売ジャイアンツは森福允彦、坂本工宜、サムエル・アダメス、ホルヘ・マルティネス、育成の山下亜文、田島洸成の6人と翌年の契約を結ばないことを発表[342]。また、谷岡竜平とは翌年は育成契約を結ぶことを通告[343]（その後11月21日に正式に締結[344]）。
  - 東北楽天ゴールデンイーグルスは森雄大、池田隆英、福山博之、島井寛仁、橋本到と、育成の野元浩輝、井手亮太郎、鶴田圭祐、山田大樹の計9選手に戦力外通告を行ったと発表。このうち森、池田、福山、島井、橋本の5人は翌年の現役続行を希望しており、森、池田、福山は球団から育成契約の打診を受けた[345]。
- 2日
  - 北海道日本ハムファイターズは一軍監督の栗山英樹の翌年続投を発表[346]。また前日1日付けで、北海道北広島市に2023年開業予定の新球場及びボールパークの運営会社「ファイターズ スポーツ&エンターテイメント」を親会社の日本ハム及び広告大手の電通と共同で設立したことも発表[347]。
  - オリックス・バファローズは成瀬善久、青山大紀、岩本輝、髙城俊人、宮﨑祐樹、育成選手の塚原頌平の計6選手に翌年の契約を結ばないことを通知したと発表[348]。このうち塚原は同年限りで現役引退する意向を表明[349]。
  - 広島東洋カープは岩本貴裕、飯田哲矢、横山弘樹、育成の木村聡司、岡林飛翔の計5選手に翌年の契約を結ばないことを通知したと発表。岩本は現役を引退する考えを示した[350]。
  - 横浜DeNAベイスターズは戦力外通告を受けた中川大志、青柳昴樹、水野滉也が同年限りで引退することを発表[351]。→10月1日の出来事も参照
  - 阪神タイガースは歳内宏明、岡本洋介、小宮山慎二、山崎憲晴の4名に戦力外通告したことを発表[352]。このうち、山崎が同年限りで現役を引退することが分かった[353]。
  - 読売ジャイアンツはファームトレーニングコーチの木村龍治、ファームバッテリー兼打撃コーチの秦真司、巡回打撃コーチの内田順三が同年限りで退任することを発表[354]。
- 3日
  - 東京ヤクルトスワローズは球団OBの池山隆寛が翌年の二軍監督に就任することを発表[355]。
  - 横浜DeNAベイスターズは戦力外通告を受けた狩野行寿が同年限りで現役引退すると表明したことを発表[356]。その後打撃投手として球団と契約した[357]。→10月1日の出来事も参照
  - 中日ドラゴンズは一軍内野守備走塁コーチの奈良原浩から退団の申し入れがあり、これを了承したことを発表[358]。
  - 千葉ロッテマリーンズは伊志嶺翔大、李杜軒、大木貴将、阿部和成、関谷亮太、髙濱卓也、大嶺祐太、島孝明の8選手に翌年の契約を結ばないことを通告。このうち伊志嶺は現役引退の意向。また髙濱、大嶺、島の3人については育成契約を打診した[359]。
  - 埼玉西武ライオンズは高木勇人[360]、大石達也[361]、小石博孝、廖任磊、南川忠亮、松本直晃、郭俊麟、金子一輝、斉藤彰吾[362]の9選手に戦力外通告したことを発表。大石は現役引退する意向を表明した[361]。
  - 北海道日本ハムファイターズは一軍守備チーフ兼内野守備走塁コーチの緒方耕一が契約満了により退団することを発表[363]。
  - 読売ジャイアンツはファーム打撃兼外野守備コーチの堂上剛裕とファームバッテリーコーチの吉原孝介の退団を発表[364]。
- 4日
  - 中日ドラゴンズ球団代表の加藤宏幸はナゴヤ球場内で松坂大輔が同年限りで退団する意思を伝え、球団もこれを了承したことを表明[365]。またコンディショニングコーチの勝崎耕世から退団の申し入れがあり、これを了承したことを発表[366]。
  - 千葉ロッテマリーンズは一軍打撃コーチの大村巌と二軍投手コーチの清水直行が退団することを発表[367]。
  - 第1次戦力外通告期間が終了[329]。
- 7日
  - 福岡ソフトバンクホークスは三軍投手コーチの入来祐作と三軍外野守備走塁コーチの飯田哲也が退団することを発表[368]。
  - 広島東洋カープは、2020年シーズンから佐々岡真司が一軍新監督に就任してチームの指揮を執ることを発表[369]。
  - 横浜DeNAベイスターズは一軍監督であるアレックス・ラミレスの翌年続投を要請し、ラミレスもこれを受諾[370]。
- 8日
  - 2019年度プロ野球最優秀バッテリー賞が発表され、セントラル・リーグは山口俊と小林誠司の読売ジャイアンツ勢、パシフィック・リーグは増田達至と森友哉の埼玉西武ライオンズ勢が受賞した[371]。
  - 東北楽天ゴールデンイーグルスは今江年晶に戦力外通告を行ったと発表。球団はコーチ就任を打診したが、今江は現役続行を希望[372]。
- 9日
  - 北海道日本ハムファイターズは、前中日ドラゴンズ二軍監督の小笠原道大が翌年からの一軍ヘッドコーチ兼打撃コーチに就任することを発表[373]。
  - 東北楽天ゴールデンイーグルスは投手テクニカルコーチの佐藤義則と育成総合コーチの高須洋介の両者に対して翌年の契約を結ばないことを発表[374]。
  - 中日ドラゴンズの堂上直倫が前年オフに球団と3年契約を結んでいたことを公表[375]。
- 10日
  - 広島東洋カープの會澤翼が同年取得した国内FA権を行使せず球団に残留することを表明[376]。
- 11日
  - 東北楽天ゴールデンイーグルスは現一軍監督の平石洋介の任期満了での退任と新一軍監督として現二軍監督の三木肇が就任することを発表[377]。また一軍打撃コーチの小谷野栄一が同年限りで退団することを発表[378]。
  - 横浜DeNAベイスターズは前ロッテ一軍打撃コーチの大村巌と、共に球団OBの牛田成樹、下園辰哉とコーチ契約を結んだことを発表[379]。
  - 北海道日本ハムファイターズの杉谷拳士が同年取得した国内FA権を行使せず球団に残留することを表明[380]。またジャスティン・ハンコックとジョニー・バーベイトの同年限りでの退団も発表された[381]（10月18日に自由契約選手として公示[382]）。
- 13日
  - 千葉ロッテマリーンズは伊志嶺翔大が現役を引退し、一軍コーチに就任することを発表[383]。→10月3日の出来事も参照
  - 埼玉西武ライオンズは一軍監督である辻発彦の翌年続投を発表[384]。また一軍投手コーチだった小野和義と翌年の契約を結ばないことも発表[385]。その後10月25日に球団本部チーム統括部編成グループプロ担当に就任したことが発表された[386]。
- 14日
  - 第2次戦力外通告開始[387]。
  - 東北楽天ゴールデンイーグルスは前中日ドラゴンズ一軍内野守備走塁コーチの奈良原浩が二軍監督に就任することを発表すると同時に、渡辺直人が選手兼任一軍打撃コーチに、東京ヤクルトスワローズを退団した館山昌平が二軍投手コーチに、共に球団OBの牧田明久が二軍外野守備コーチに、永井怜が育成コーチに就任したことを発表[388]。一方一軍投手コーチを務めていた森山良二が契約満了に伴い退団することも合わせて発表された[389]。またコーチ人事としてそれぞれ二軍コーチだった野村克則が一軍作戦コーチ、鉄平が一軍打撃コーチ、小山伸一郎が一軍投手コーチ、塩川達也が一軍内野守備走塁コーチに昇任した一方、一軍内野守備走塁コーチだった酒井忠晴は二軍内野守備バントコーチに降格となった[390]。→10月2日の出来事も参照
- 15日
  - 阪神タイガースは一軍打撃コーチの濱中治と一軍トレーニングコーチの伊藤敦規の退団を発表[391]。また二軍監督の平田勝男の続投も発表された[392]。
  - 読売ジャイアンツは巡回投手コーチの小谷正勝から体調面の不安により同年限りで退団したいとの申し入れがあり、これを了承したことを発表[393]。
  - 東北楽天ゴールデンイーグルスは、8日に自由契約となった今江年晶の現役引退を発表。現役続行を模索していたが、球団からのコーチ就任要請を受諾[394]。その後10月18日に任意引退選手として公示された[382]。→10月8日の出来事も参照
  - 日本野球機構が、フリーエージェント有資格選手を公示。国内FA権35名、海外FA権55名の計90名[395]。
  - オリックス・バファローズは翌年のコーチ・スタッフを発表。一軍投手コーチの高山郁夫が一軍ヘッドコーチ兼投手総合コーチに、二軍投手コーチの小松聖が一軍投手コーチに、二軍内野守備走塁コーチの後藤光尊が一軍打撃コーチにそれぞれ昇格。同年限りで現役引退した岸田護が二軍投手コーチに、前東北楽天ゴールデンイーグルス一軍打撃コーチの小谷野栄一が二軍打撃コーチに、前北海道日本ハムファイターズプロスカウトの高口隆行が二軍内野守備走塁コーチに、球団スカウトの由田慎太郎が二軍外野守備走塁コーチにそれぞれ就任。一軍ヘッドコーチの風岡尚幸が一軍内野守備走塁コーチに、二軍外野守備走塁コーチの早川大輔が球団スカウトにそれぞれ配置転換となる[396]。
- 16日
  - 読売ジャイアンツは一軍外野守備走塁コーチの鈴木尚広が一身上の都合を理由に退団を申し入れ、これを了承したことを発表[397]。これに伴い、ファーム打撃兼内野守備コーチを務めていた村田修一が一軍打撃コーチに昇任した[398]。
  - 東京ヤクルトスワローズは二軍打撃コーチの北川博敏が契約満了により退団したことを発表[399]。
  - 横浜DeNAベイスターズはサミー・ソリスと翌年の契約を結ばないことを発表。ソリスは左肩の治療を理由に9月に米国に帰国したまま退団となった[400]。
  - 埼玉西武ライオンズはザック・ニールと翌年の契約を結んだことを発表[401]。
  - 9月の「スカパー! ドラマティック・サヨナラ賞」にセントラル・リーグは横浜DeNAベイスターズのネフタリ・ソト、パシフィック・リーグは埼玉西武ライオンズのエルネスト・メヒアをそれぞれ選出。ともに初受賞[402]。
- 17日
  - プロ野球ドラフト会議 supported by リポビタンDが行われ、支配下で74人、育成で33人の計107名がプロから指名を受けた[403]。
- 18日
  - 北海道日本ハムファイターズはニック・マルティネス[404]とブライアン・ロドリゲス[405]の翌年の契約更新を発表。
  - 東北楽天ゴールデンイーグルスは戸村健次、西宮悠介、今野龍太、西巻賢二、耀飛、卓丸の6選手に戦力外通告したことを発表。戸村は現役続行を希望[406]。西巻と耀飛は育成での契約を打診している[407]。また一軍ヘッドコーチを務めていた真喜志康永が翌年は育成総合コーチに就任することも発表された[408]。
- 19日
  - 北海道日本ハムファイターズの金子弌大が札幌市内のホテルで「保有している海外FA権を行使せず球団に残留する」ことを表明[409]。
  - 阪神タイガースは森越祐人に戦力外通告を行ったことを発表[410]。
- 21日
  - 福岡ソフトバンクホークスは市川友也、江川智晃[411]、岡本健、美間優槻[412]の4選手に戦力外通告を行ったことを発表。市川と岡本は現役続行を希望、一方江川は現役引退を示唆、美間も現役引退の意向[411][412]。また戦力外通告を受けていた島袋洋奨が自身のInstagramで現役引退を表明[413]。→10月1日の出来事も参照
  - 阪神タイガースは一軍打撃コーチに中日ドラゴンズ二軍監督などを務めた経験を持つ井上一樹が就任する一方[414]、同年一軍打撃コーチを務めていた平野恵一は二軍内野守備走塁コーチに配置換えされた[415]。
  - 広島東洋カープは長井良太、船越涼太、庄司隼人の3選手に翌年の契約を結ばないことを通達。庄司、船越は現役引退を示唆[416]。また球団OBの横山竜士が投手コーチに就任することを発表。横山は6年ぶりの現場復帰となる[417]。さらに三軍投手コーチ兼強化担当の青木勇人から退団の申し入れがあり、これを了承したことも発表された[418]。
  - 埼玉西武ライオンズは星孝典、中田祥多と翌年の契約を結ばないと発表。星は二軍の捕手不足により5月に育成選手登録されていた[419]。→5月7日の出来事も参照
  - 北海道日本ハムファイターズは共に球団OBの武田勝が投手コーチ、矢野謙次が外野守備兼打撃コーチ補佐に就任すると発表[420]。
  - 東北楽天ゴールデンイーグルスの嶋基宏が自由契約を球団に申し入れ、了承されたことを表明[421]。
  - 横浜DeNAベイスターズは田村丈が同年限りで現役引退を表明したことを発表[422]。→10月1日の出来事も参照
  - 沢村栄治賞選考委員会は、今年度受賞者を該当者なしとした。該当者なしとなるのは2000年以来19年ぶり[423]。
- 22日
  - 東北楽天ゴールデンイーグルスは、同年限りで引退した今江敏晃が育成コーチに就任すると発表[424]。→10月15日の出来事も参照
  - オリックス・バファローズは黒木優太、山﨑颯一郎、鈴木昂平、岡﨑大輔の計4選手に翌年の契約を結ばないことを通知したと発表[425]。このうち黒木と山﨑については育成選手として契約する見込み[426]。
- 23日
  - 東京ヤクルトスワローズは屋宜照悟に対して戦力外通告を行ったことを発表[427]。
  - 横浜DeNAベイスターズの伊藤光が国内FA権を行使せず球団に残留することを表明[428]。
  - 日本シリーズは福岡ソフトバンクホークスが読売ジャイアンツに対して4連勝を飾り、3年連続10度目の日本一[429]。MVPはジュリスベル・グラシアル[430]。これを受け、ソフトバンクは一軍監督の工藤公康と新たに2年契約を締結することで合意したことを発表[431]。
  - 読売ジャイアンツのスコット・マシソンが日本シリーズ終了後に同年限りでのプロ野球からの引退を言明[432]。25日に球団事務所で記者会見を行い正式に発表した[433]。
- 24日
  - 広島東洋カープの松山竜平が国内FA権を行使せず球団に残留することを表明[434]。
  - 北海道日本ハムファイターズは髙濱祐仁と高山優希の両者に対して戦力外通告を行ったことを発表。両者共に育成契約を打診している[435]。
  - 福岡ソフトバンクホークスは堀内汰門[436]と塚田正義[437]の両者に対して戦力外通告したことを発表。両者共に現役続行を希望しているが、堀内は育成での再契約が検討されている[436][437]。
- 25日
  - 広島東洋カープは、MLB・コロラド・ロッキーズのD.J.ジョンソンと契約したことを発表[438]。
  - 埼玉西武ライオンズは翌年のコーチ陣を発表。新任コーチとして一軍投手コーチに豊田清、一軍外野守備走塁コーチに小関竜也、新設された三軍投手コーチに前広島東洋カープ三軍投手コーチ兼強化担当の青木勇人、二軍育成コーチに上本達之、三軍統括コーチに田辺徳雄がそれぞれ就任した[386]。→10月21日の出来事も参照
  - 阪神タイガースは前東京ヤクルトスワローズ二軍打撃コーチの北川博敏を打撃コーチとして招聘したことを発表。一軍か二軍かは現時点で未定[439]。→10月16日の出来事も参照
  - 中日ドラゴンズはエンニー・ロメロと翌年の契約で合意したことを発表。またライデル・マルティネスとは翌年の契約で合意しているものの、結論はキューバ政府の最終判断待ちとした[440]。
  - 福岡ソフトバンクホークスの福田秀平が同年取得した国内FA権の行使を発表[441]。
- 26日
  - 埼玉西武ライオンズは共に戦力外通告を行った大石達也を球団本部のスタッフとして、また中田祥多をブルペン捕手として採用したことを発表[442]。→10月3日及び10月21日の出来事も参照
  - 東北楽天ゴールデンイーグルスは西武、ロッテでプレーし、中日ではコーチ経験を持つ垣内哲也が二軍打撃コーチ、また西武から戦力外通告を受けた星孝典が二軍バッテリー兼作戦守備コーチに就任したことを発表[443]。→10月21日の出来事も参照
  - 広島東洋カープの野村祐輔がマツダスタジアム内で同年取得した国内FA権を行使せず球団に残留することを発表[444]。
  - 阪神タイガースは、福岡ソフトバンクホークスの中田賢一を無償トレードで獲得したことを発表[445]。
- 27日
  - 東北楽天ゴールデンイーグルスの美馬学が楽天生命パーク宮城で「同年取得した国内FA権を行使する」ことを表明[446]。
- 28日
  - 広島東洋カープは、同年限りで現役を引退した赤松真人、永川勝浩の両名とコーチ契約を締結したことを発表[447]。また二軍外野守備走塁コーチの永田利則、三軍統括コーチの浅井樹の両名に対して翌年の契約を結ばないことも発表された[448]。→9月6日及び9月7日の出来事参照
  - 東京ヤクルトスワローズはスコット・マクガフ、アルバート・スアレスの両名と翌年の契約を締結したことを発表[449]。
  - 東北楽天ゴールデンイーグルスの則本昂大が、同年開幕前に球団と7年契約を結んでおり、取得した国内FA権を行使した上で残留することを表明[450]。また銀次も同年取得した国内FA権を行使せず球団に残留することを表明[451]。さらに二軍打撃コーチの栗原健太が同年限りでの退団を表明[452]。
  - 中日ドラゴンズの大島洋平が、球団を通じて海外FA権を行使せず残留することを表明[453]。
  - 千葉ロッテマリーンズの鈴木大地が、ZOZOマリンスタジアムで国内FA権を行使することを表明[454]。
  - 北海道日本ハムファイターズは前ノースアジア大学監督の山中潔の二軍育成コーチ就任と、二軍育成コーチである島崎毅の二軍投手コーチへの配置転換を発表[455]。
  - 第2次戦力外通告期間終了[456]。
- 29日
  - 横浜DeNAベイスターズの筒香嘉智が横浜市内のホテルで会見し、ポスティングシステムでのMLB移籍を目指すことを表明[457]。また同年一軍投手コーチを務めた三浦大輔が翌年の二軍監督に就任することを発表[458]。
  - 埼玉西武ライオンズの秋山翔吾が、MLB移籍を目指し、海外FA権の行使を表明[459]。
  - 読売ジャイアンツは翌年のコーチングスタッフを発表。同年一軍内野守備兼打撃コーチだった元木大介がヘッドコーチに昇任した他、前ヤクルト一軍打撃コーチの石井琢朗が一軍野手総合コーチに、同年限りで現役を引退した阿部慎之助が二軍監督に、實松一成が二軍バッテリーコーチにそれぞれ就任した他、球団OBの二岡智宏、山口鉄也、加藤健が三軍コーチに就任した[460]。→9月25日、9月29日、10月1日の出来事も参照
  - 東北楽天ゴールデンイーグルスは、石橋良太の背番号をこれまでの94から60に変更することを発表[461]。
- 30日
  - 中日ドラゴンズはナゴヤ球場内で新二軍監督の仁村徹の就任記者会見を実施。また同年はスコアラーを務めた渡辺博幸が内野守備走塁コーチに、戦力外通告の際に同年限りでの現役引退を表明していた武山真吾がバッテリーコーチにそれぞれ就任したことを発表[462]。→10月1日の出来事も参照
  - 千葉ロッテマリーンズの阿部和成が現役を引退することを表明すると同時に、二軍サブマネージャーに就任することを発表[463]。→10月3日の出来事も参照。また益田直也がZOZOマリンスタジアムで「同年取得した国内FA権を行使せず球団に残留する」ことを表明[464]。
  - 横浜DeNAベイスターズはエディソン・バリオスと翌年の契約を結ばないことを発表[465]。
  - 埼玉西武ライオンズはカイル・マーティンについてウェイバー公示申請を行ったことを発表[466]。また十亀剣が同年取得した国内FA権を行使した上で球団に残留することを表明[467]。
  - 東京ヤクルトスワローズは、元メジャーリーガーで同年はシカゴ・ホワイトソックス傘下の3Aでプレーしていたアルシデス・エスコバーと契約合意したことを発表[468]。単年契約で背番号は2[469]。
- 31日
  - 千葉ロッテマリーンズの荻野貴司がZOZOマリンスタジアムで「同年取得したFA権を行使せず球団に残留する」ことを表明[470]。
  - オリックス・バファローズを22日に戦力外となった鈴木昴平が、現役引退と球団の二軍コーチ就任を発表[471]。
  - 北海道日本ハムファイターズは、育成登録の森本龍弥の退団を発表[472]。
  - 三井ゴールデン・グラブ賞発表。福岡ソフトバンクホークスの内川聖一が史上最遅となるプロ19年目での初受賞[473]。
  - 東京ヤクルトスワローズは以下3名の背番号変更を発表。一軍新監督の高津臣吾（99→22）、蔵本治孝（22→99）、アルバート・スアレス（70→43）[474]。

### 11月
- 1日
  - 福岡ソフトバンクホークスは、福岡ドームの球場名をこれまでの「福岡 ヤフオク!ドーム」から「福岡PayPayドーム」（略称：PayPayドーム）に改名することを発表[475]。
  - 広島東洋カープの菊池涼介[476]と長野久義[477]が、ともにFA権を行使せず残留することを表明。
  - 北海道日本ハムファイターズの中島卓也が同年取得したFA権を行使せず球団に残留し、翌年から新たに3年契約を締結したことを発表[478]。
  - 横浜DeNAベイスターズから同年戦力外通告を受けた西森将司が現役を引退することを発表[479]。→10月1日の出来事も参照
- 2日
  - 千葉ロッテマリーンズは、ブランドン・レアードと翌年から2年契約で合意したことを発表[480]。
  - 中日ドラゴンズは前東北楽天ゴールデンイーグルス二軍打撃コーチの栗原健太が打撃コーチに就任したことを発表。一軍か二軍かはこの時点で未定だったが、24日に一軍コーチ就任を発表[481][482]。→10月28日の出来事参照
  - 広島東洋カープは、前MLB・フィラデルフィア・フィリーズのホセ・ピレラとの契約が合意に達したことを発表[483]。
- 5日
  - 広島東洋カープはカイル・レグナルト、ジョニー・ヘルウェグ、ケーシー・ローレンス、フアン・サンタナの4外国人選手と翌年の契約を結ばないことを発表[484]。→3月14日及び7月29日の出来事も参照
  - 日本野球機構は埼玉西武ライオンズからウェイバー公示されていたカイル・マーティンについて、獲得する球団が出なかったため自由契約選手として公示した[485]。→10月30日の出来事も参照
- 6日
  - 横浜DeNAベイスターズは球団OBで同年まで早稲田大学野球部コーチを務めていた田中浩康が二軍内野守備走塁コーチに就任したことを発表。背番号は97[486]。
  - 埼玉西武ライオンズは育成選手登録だった與座海人が翌年から支配下選手登録に復帰することを発表。これに伴い背番号も「124」から「44」に変更となる[487]。
  - 福岡ソフトバンクホークスは、前東北楽天ゴールデンイーグルス一軍投手コーチの森山良二を一軍投手コーチに招聘し、宮崎市内で入団会見を実施[488]。→10月14日の出来事も参照
- 8日
  - 読売ジャイアンツは球団OBで同年まで関西独立リーグ・兵庫ブルーサンダーズの監督を務めた山崎章弘を巡回打撃コーチとして招聘したことを発表。背番号は100[489]。またアレックス・ゲレーロと翌年の契約を結ばないことを発表[490]。
  - 広島東洋カープは菊池涼介がポスティングシステムを利用してのメジャーリーグ挑戦を容認したことを発表[491]。
  - オリックス・バファローズは佐野皓大の背番号をこれまでの「93」から「41」に変更することを発表[492]。
- 9日
  - 福岡ソフトバンクホークスは前東北楽天ゴールデンイーグルス一軍監督の平石洋介が一軍打撃兼野手総合コーチに就任することを発表[493]。入団会見は11日に行われた[494]。→10月11日の出来事も参照
  - 横浜DeNAベイスターズは、同年クリーブランド・インディアンス傘下のAAA級コロンバス・クリッパーズでプレーしていたマイケル・ピープルズの獲得を発表[495]。
- 11日
  - オリックス・バファローズは本田仁海の背番号をこれまでの「96」から入団当初に付けていた「46」に戻すことを発表[496]。→7月25日の出来事も参照
  - セントラル・リーグは翌年から公式戦のタイトルパートナーとして、エネルギー事業会社「JERA」と3年間のスポンサー契約を発表。プロ野球公式戦に冠スポンサーがつく初の事例[497]。
- 12日
  - 12球団合同トライアウトが大阪シティ信用金庫スタジアムで行われ、投手26人・野手17人の合わせて43人が参加した[498]。
  - 広島東洋カープは育成契約の大盛穂と翌年の支配下選手契約を締結したことを発表[499]。
- 13日
  - 横浜DeNAベイスターズはオリックス・バファローズから戦力外通告を受けた高城俊人を獲得したことを発表。高城は2018年7月に伊藤光らとの交換トレードでオリックスに移籍しており1年4か月ぶりのDeNA復帰となる[500]。19日に入団会見を行い、背番号は36に決定[501]。→10月2日の出来事も参照。また田中健二朗が翌年の育成契約を締結したことを発表。背番号も「46」から「046」に変更される[502]。
  - 東京ヤクルトスワローズは東北楽天ゴールデンイーグルスを戦力外となった今野龍太を獲得したことを発表[503]。→10月18日の出来事も参照
  - オリックス・バファローズは以下3選手の背番号変更を発表。山﨑福也（0→11）、山本由伸（43→18）、山岡泰輔（13→19）[504]。
  - 正力松太郎賞の選考委員会が行われ、福岡ソフトバンクホークス一軍監督の工藤公康が2年連続4度目の受賞。4度目の受賞は王貞治と並び歴代最多タイ、また2年連続受賞はイチローに次いで2人目の快挙[505]。
  - 埼玉西武ライオンズはデュアンテ・ヒースを戦力外とすると同時にウェイバー公示の手続きを行ったことを発表[506]。
  - 阪神タイガースは牧丈一郎と翌年の育成契約を締結したことを発表。背番号も「66」から「126」に変更される[507]。
- 14日
  - 千葉ロッテマリーンズは、東北楽天ゴールデンイーグルスを戦力外となり入団テストを受験していた西巻賢二を獲得したことを発表[508]。→10月18日の出来事も参照
  - 2011年から福岡ソフトバンクホークスの一軍・二軍公式戦を放送していたFOXスポーツ&エンターテイメントが翌年3月末をもって終了することが同チャンネルを運営するビーエスFOXから発表された[509]。
- 15日
  - 東京ヤクルトスワローズは、東北楽天ゴールデンイーグルスから自由契約となっていた嶋基宏の獲得を発表[510]。→10月21日の出来事も参照
  - 横浜DeNAベイスターズは、ミルウォーキー・ブルワーズでプレーしていたタイラー・オースティンの獲得を発表[511]。また石川雄洋の背番号を「7」から「42」に変更することを発表[512]。
- 18日
  - 読売ジャイアンツの山口俊が、ポスティングシステムを使用してのMLB挑戦を表明[513]。
  - 東北楽天ゴールデンイーグルスは、FA権を行使していた千葉ロッテマリーンズの鈴木大地との契約合意を発表[514]。→10月28日の出来事も参照
  - 横浜DeNAベイスターズはホセ・ロペス、ネフタリ・ソト、エドウィン・エスコバー、スペンサー・パットンの4外国人選手と翌年も契約することを発表[515]。
  - 中日ドラゴンズは球団OBであるアロンゾ・パウエルの巡回打撃コーチ就任を発表[516]。
- 19日
  - 北海道日本ハムファイターズは、10月24日に自由契約にした髙濱祐仁と高山優希の両者との育成契約締結を発表。背番号は高浜が162、高山が148[517]。→10月24日の出来事も参照
  - 埼玉西武ライオンズは二軍施設である西武第二球場を来年3月1日から「CAR3219（カーミニーク）フィールド」に名称変更することを発表。期間は2025年2月28日までの5年間[518]。
  - 東北楽天ゴールデンイーグルスは、戦力外通告していた森雄大、池田隆英、福山博之、耀飛の4名と育成選手として再契約したことを発表[519]。→10月1日及び10月18日の出来事参照
- 20日
  - 横浜DeNAベイスターズは、いずれもドミニカ共和国出身のフランディー・デラロサとジョフレック・ディアスを育成契約で獲得することを発表。また同じく育成契約のレミー・コルデロと翌年の契約を結んだことも発表された[520]。→8月5日の出来事も参照
  - 読売ジャイアンツ打撃投手の藤井秀悟が同年限りで退団し、翌年から横浜DeNAベイスターズの打撃投手兼広報に就任することを発表[521]。
  - 読売ジャイアンツは、MLBのワシントン・ナショナルズからFAとなっていたヘラルド・パーラと契約合意したことを発表[522]。背番号は88に決定[523]。
  - 日本野球機構は、埼玉西武ライオンズからウェイバー公示されていたデュアンテ・ヒースを、獲得希望球団がなかったことから自由契約選手として公示した[485]。→11月13日の出来事参照
  - かつて阪神タイガース、北海道日本ハムファイターズ他でプレーし2006年に現役引退した新庄剛志が現役復帰を目指し、来年のトライアウトを受験することを表明[524]。
- 21日
  - 東北楽天ゴールデンイーグルスは森原康平と岩見雅紀の背番号変更を発表。森原が「52」から「13」に、岩見が「13」から「38」にそれぞれ変更[525]。
  - 千葉ロッテマリーンズは、来シーズンからZOZOマリンスタジアムで行われる一軍公式戦の開始時間について金曜日限定で従来の18時15分から15分繰り上げて18時に変更することを球団幹部が明らかにした。変更は帰宅の利便性などを考慮したもの[526]。
- 22日
  - 東北楽天ゴールデンイーグルスは、10月18日に戦力外としていた戸村健次と西宮悠介の現役引退を発表[527]。24日に引退セレモニーを行い、ともに翌年から同球団の打撃投手に就任することを発表[528]。→10月18日の出来事も参照
  - 東京ヤクルトスワローズは、福岡ソフトバンクホークスとの育成契約を終了し自由契約となっていた長谷川宙輝を支配下選手として獲得したことを発表[529][530]。
- 23日
  - 阪神タイガースはこの日開催したファン感謝デーで、翌年のスローガンを『It's 勝笑 Time!オレがヤル』と発表[531]。
  - 広島東洋カープはこの日開催したファン感謝デーで、翌年のスローガンを『たった今 このAKAの子 舞いたった』と発表[532]。
  - オリックス・バファローズから戦力外となっていた岩本輝が自身のInstagramで現役引退を発表[533]。→10月2日の出来事も参照
- 24日
  - 中日ドラゴンズは二軍内野守備走塁コーチの荒木雅博が一軍内野守備走塁コーチへ、二軍外野守備走塁コーチの英智が一軍外野守備走塁コーチへのそれぞれ昇格と、球団野球振興部部長兼OB会事務局長である三木安司の一軍コンディショニングコーチへの就任を発表[534]。
  - 東北楽天ゴールデンイーグルスは千葉耕太の現役引退及び球団アカデミーコーチ就任を発表[535]。
- 25日
  - 横浜DeNAベイスターズから戦力外となっていた中後悠平が現役引退を発表[536]。今後は球団職員に転身する[537]。→10月1日の出来事も参照
  - 日本野球機構は、2019年度ベストナインを発表[538]。
  - 埼玉西武ライオンズは以下7選手の背番号変更を発表。小川龍也（44→29）、中塚駿太（22→50）、相内誠（41→66）、岡田雅利（37→2）、山川穂高（33→3）、金子侑司（8→7）、戸川大輔（71→65）[539]。
  - 千葉ロッテマリーンズは、東北楽天ゴールデンイーグルスから国内FA権を行使した美馬学の獲得を発表[540]。→10月27日の出来事も参照
  - 東北楽天ゴールデンイーグルスは、MLBのサンディエゴ・パドレスから自由契約となっていた牧田和久との契約合意を発表[541]。
- 26日
  - 読売ジャイアンツはルビー・デラロサとクリストファー・クリソストモ・メルセデスの両名について翌年の契約で合意したことを発表[542]。また吉川尚輝が契約更改後の記者会見で背番号を「0」から「29」に変更したことを発表[543]。
  - 福岡ソフトバンクホークスからFA権を行使していた福田秀平が、自身のブログで千葉ロッテマリーンズへの移籍を表明[544]。
  - 千葉ロッテマリーンズは戦力外通告していた大嶺祐太と髙濱卓也を育成選手として契約したことを発表[545]。背番号は大嶺が126、髙濱が127に決定[546]。→10月3日の出来事参照
  - 北海道日本ハムファイターズは同年MLB・デトロイト・タイガースでプレーしていたドリュー・バーヘイゲンの獲得を発表[547]。
- 27日
  - 日本野球機構は、現役復帰を目指し翌年のトライアウト受験を表明した新庄剛志を自由契約選手として公示。新庄はこれまで最終所属先である北海道日本ハムファイターズでしか復帰出来ない「任意引退選手」であったが、日本ハムが獲得の意志が無いことから自由契約選手への変更申請を行い他球団とも契約可能な状態にした[548]。→11月20日の出来事も参照
  - 東北楽天ゴールデンイーグルスはFA権を行使して入団した鈴木大地の入団発表を行い、背番号を「7」にしたことを発表。これに伴い、これまで「7」を付けていた辰己涼介は「8」に変更された[549]。→10月28日及び11月18日の出来事も参照
  - 阪神タイガースはジェフリー・マルテとオネルキ・ガルシアの翌年残留を発表[550]。
  - 埼玉西武ライオンズは戦力外通告した金子一輝の現役引退及び球団アカデミーコーチ就任を発表[551]。→10月3日の出来事参照
- 28日
  - 福岡ソフトバンクホークスは甲斐拓也の背番号を「62」から「19」に変更することを発表[552]。またアリエル・ミランダ、ロベルト・スアレスの両外国人選手と翌年の契約を結ばないことを発表[553]。
  - オリックス・バファローズは戦力外通告していた岡﨑大輔を育成選手として契約したことを発表。これに伴い背番号は「52」から「120」に変更となる[554]。→10月22日の出来事参照
- 29日
  - 東京ヤクルトスワローズから戦力外通告を受けていた屋宜照悟が現役を引退し、阪神タイガースの打撃投手に就任することをこの日行われたヤクルトの選手会ゴルフにて自ら明らかにした[555]。→10月23日の出来事参照
- 30日
  - 千葉ロッテマリーンズはレオネス・マーティンの残留[556]、及びジョシュ・レイビン、マイク・ボルシンガー、ブランドン・マン、ケニス・バルガスの4外国人選手の退団を発表[556]。→1月7日、1月9日、1月14日、7月14日の出来事も参照

### 12月
- 1日
  - 広島東洋カープは同年シアトル・マリナーズ、ボルチモア・オリオールズでプレーしていた南アフリカ共和国出身のテイラー・スコットとの契約合意を発表[557]。同国出身の選手が日本プロ野球でプレーするのはこれが初めてとなる[558]。
- 2日
  - 日本野球機構は、各球団の保留選手名簿と自由契約選手133名を公示[559]。
- 3日
  - 埼玉西武ライオンズは、中日ドラゴンズを退団し自由契約となっていた松坂大輔と契約合意したことを発表[560]。背番号は16に決定。松坂は14年ぶりの西武復帰となる[561]。→10月4日の出来事も参照
  - 東京ヤクルトスワローズは、同年まで一軍監督を務めた小川淳司のゼネラルマネージャー就任を発表。3年ぶりのフロント復帰[562]。
  - 広島東洋カープを戦力外となった岩本貴裕、庄司隼人、飯田哲矢が翌年から同球団のスコアラーに就任することを表明[563]。→10月2日、10月21日の出来事参照
  - 東北楽天ゴールデンイーグルスはジャバリ・ブラッシュ、アラン・ブセニッツ、宋家豪、ゼラス・ウィーラーの4外国人選手と翌年も契約することを発表[564]。
  - 読売ジャイアンツはブラジル出身でシカゴ・ホワイトソックスのチアゴ・ビエイラとの契約が合意に達したことを発表。背番号は49[565]。
  - オリックス・バファローズは戦力外通告していた黒木優太と育成契約を結んだことを発表。背番号は「124」となる[566]。→10月22日の出来事参照
- 4日
  - 千葉ロッテマリーンズは、広島東洋カープで2016年から3シーズン在籍したジェイ・ジャクソンの獲得を発表[567]。
  - 読売ジャイアンツは共に戦力外通告を受けていた元北海道日本ハムファイターズの田中豊樹と元東北楽天ゴールデンイーグルスの八百板卓丸と育成契約を結んだことを発表。背番号は田中が「018」、八百板が「009」となる[568]。→10月1日及び10月18日の出来事参照
  - 埼玉西武ライオンズは2011年から2018年まで在籍し、同年は四国IL・愛媛に所属していた藤澤亨明がブルペン捕手に就任したことを発表[569][570]。
- 5日
  - 北海道日本ハムファイターズは、読売ジャイアンツを自由契約になったクリスチャン・ビヤヌエバと契約合意に達したことを発表[571]。
  - 東京ヤクルトスワローズは、ボルチモア・オリオールズからFAとなっていたガブリエル・イノアとの契約合意を発表[572]。
  - 読売ジャイアンツの大城卓三が契約更改後の記者会見において翌年から背番号が「46」から「24」に変更されることを発表[573]。また鍬原拓也も同様に「29」から「46」に背番号変更を発表[574]。
- 6日
  - 埼玉西武ライオンズは、阪神タイガースを戦力外となった森越祐人を獲得したことを発表[575]。24日に入団会見を行い、背番号は59に決定[576]。→10月19日の出来事参照。またエルネスト・メヒアの翌年残留、及び新外国人選手として元シアトル・マリナーズのショーン・ノリンと元ミルウォーキー・ブルワーズのコーリー・スパンジェンバーグの獲得も発表された[577]。
  - 東北楽天ゴールデンイーグルスはオコエ瑠偉の背番号を「9」から「4」に変更することを発表[578]。
  - 横浜DeNAベイスターズの国吉佑樹が翌年から背番号を「65」から「92」に変更することを表明[579]。
  - 中日ドラゴンズはともにドミニカ共和国出身のルイス・ゴンサレスとモイセ・シエラの獲得を発表。背番号はゴンサレスが57、育成契約となるシエラが211。またソイロ・アルモンテと翌年の契約を結んだことを発表[580]。
- 7日
  - 千葉ロッテマリーンズは戦力外通告していた島孝明の現役引退を発表。球団は育成契約を打診していたが島はそれを断り大学へ進学することを希望している[581]。→10月3日の出来事参照
- 10日
  - 北海道日本ハムファイターズは新加入したドリュー・バーヘーゲンの背番号を「36」、クリスチャン・ビヤヌエバの背番号を「44」にすると同時に、王柏融の背番号をこれまでの「99」から「3」に変更することを発表[582]。→11月26日及び12月5日の出来事も参照
  - 阪神タイガースはジェフリー・マルテと単年で翌年の契約を結んだことを発表[583]。
  - 埼玉西武ライオンズは髙橋朋己と育成契約したことを発表。背番号は「123」[584]。
  - 読売ジャイアンツは以下6選手の背番号変更を発表。ルビー・デラロサ（97→12）、戸郷翔征（68→13）、古川侑利（67→40）、田原誠次（37→63）、池田駿（48→68）、育成契約の谷岡竜平（40→013）[523]。
- 11日
  - オリックス・バファローズは、MLB・アリゾナ・ダイヤモンドバックスからフリーエージェントとなっていたアダム・ジョーンズを獲得したことを発表。背番号は10に決定し、これまで10を付けていた大城滉二は「9」に変更となった[585]。
  - 千葉ロッテマリーンズの種市篤暉が翌年から背番号を「63」から「16」に変更することを表明[586]。
- 13日
  - 千葉ロッテマリーンズは戦力外通告した関谷亮太の現役引退及び一軍打撃投手転向を発表[587]。→10月3日の出来事参照
  - 読売ジャイアンツは同年KBO・SKワイバーンズでプレーしたエンジェル・サンチェスとの契約合意を発表[588]。
  - 東京ヤクルトスワローズは同年MLB・アリゾナ・ダイヤモンドバックスでプレーしたマット・クックの獲得を口頭で合意したことを発表。単年契約で背番号は33。またデービッド・ブキャナンを自由契約にすることも発表された[589]。
  - 横浜DeNAベイスターズからポスティングシステムでMLB移籍を目指していた筒香嘉智がタンパベイ・レイズと契約合意[590]。→10月29日の出来事参照
- 14日
  - 阪神タイガースはロサンゼルス・エンゼルスからFAとなっていたジャスティン・ボーアの獲得を発表[591]。背番号は41に決定[592]。
- 15日
  - 阪神タイガースはマイアミ・マーリンズ傘下の3Aでプレーしていたジョー・ガンケルを単年契約で獲得したことを発表[593]。背番号は49に決定[592]。
- 16日
  - 福岡ソフトバンクホークスは東京ヤクルトスワローズを自由契約となったウラディミール・バレンティンの獲得を発表。背番号は4。これによりこれまで4を付けていた川島慶三は「99」に変更された[594]。
  - セントラル・リーグは2020年公式戦の試合開始時刻入り詳細日程を発表。3月20日開幕で、読売ジャイアンツ対横浜DeNAベイスターズ戦（東京ドーム）はナイトゲーム、東京ヤクルトスワローズ対阪神タイガース戦（神宮球場）、広島東洋カープ対中日ドラゴンズ戦（マツダスタジアム）はそれぞれデーゲームとなる。開幕戦のデーゲーム開催は2011年以来9年ぶりで、公式戦名称はタイトルパートナー企業である「JERA」を冠した「2020年度JERAセ・リーグ選手権」となる[595]。→7月22日、11月11日の出来事参照
- 17日
  - 中日ドラゴンズは2020年のスローガンを2019年と同様の『昇竜復活』に継承したことを発表[596]。
- 18日
  - 読売ジャイアンツからポスティングシステムでのMLB移籍を目指していた山口俊がトロント・ブルージェイズと契約合意[597]。→11月18日の出来事参照
- 19日
  - 東北楽天ゴールデンイーグルスは、FA宣言して千葉ロッテマリーンズに移籍した美馬学の人的補償として酒居知史を獲得したことを発表[598]。→10月27日、11月25日、11月27日の出来事参照。また、金銭トレードでロッテの涌井秀章を獲得したことを発表。背番号は「16」[599]。
  - 千葉ロッテマリーンズは、FA宣言して東北楽天ゴールデンイーグルスに移籍した鈴木大地の人的補償として小野郁を獲得したことを発表[598]。→10月28日、11月18日の出来事参照。また、楽天を自由契約となったフランク・ハーマンを単年契約で獲得したことを発表[600]。
  - 阪神タイガースは福岡ソフトバンクホークスを自由契約となったロベルト・スアレスを単年契約で獲得したことを発表[601]。背番号は75に決定[602]。→11月28日の出来事参照
  - 中日ドラゴンズは新外国人であるルイス・ゴンサレスの背番号を当初の「57」から「53」に変更することを発表[603]。→12月6日の出来事参照
- 20日
  - 福岡ソフトバンクホークスは球団OBである城島健司が新設の球団会長付特別アドバイザーに就任することを発表。城島は15年ぶりのソフトバンク復帰となる[604]。
  - オリックス・バファローズはブランドン・ディクソン、アンドリュー・アルバース、スティーブン・モヤの3外国人選手との翌年契約締結を発表[605]。
  - 阪神タイガースは同年韓国プロ野球のキウム・ヒーローズに所属し打点王を獲得したジェリー・サンズを単年契約で獲得したことを発表[606]。背番号は52に決定[592]。
  - 福岡ソフトバンクホークスを戦力外となった市川友也が現役を引退し、読売ジャイアンツのアカデミーコーチに就任することを表明[607]。→10月21日の出来事参照
- 21日
  - 2017年まで北海道日本ハムファイターズに所属し、同年社会人野球の日本通運で選手兼コーチを務めていた武田久が現役引退を表明[608]。
  - 阪神タイガースはMLBのクリーブランド・インディアンス傘下のAAA級コロンバス・クリッパーズでプレーしていたジョン・エドワーズを単年契約で獲得したことを発表[609]。背番号は42に決定[602]。
- 23日
  - 千葉ロッテマリーンズは三木亮の背番号を「37」から「23」に変更することを発表[610]。またベネズエラ出身で同年はBCリーグ・富山でプレーしていたホセ・フローレスとドミニカ共和国出身のホセ・アコスタの両名と育成契約を締結したことも発表した[611]。
  - オリックス・バファローズは、ともに同年サンディエゴ・パドレス傘下のAAA級エル・パソ・チワワズでプレーしていたタイラー・ヒギンスとアデルリン・ロドリゲスを獲得したことを発表[612]。
  - 埼玉西武ライオンズは、9月から頻脈性不整脈で療養していた多和田真三郎が自律神経失調症で復帰時期が不明であることを本人同意の上で公表。球団は契約保留のまま復帰を待つ方針[613]。
- 24日
  - 千葉ロッテマリーンズは二木康太の背番号を「64」から「18」に変更することを発表[614]。
  - 埼玉西武ライオンズは同年MLBのデトロイト・タイガースに在籍したリード・ギャレットと単年契約を結んだことを発表。背番号は「33」[615]。
  - 読売ジャイアンツを戦力外となった森福允彦が同年限りでの現役引退を表明[616]。→10月1日の出来事参照
- 25日
  - 千葉ロッテマリーンズは育成選手契約だった茶谷健太を支配下選手として契約することを発表。背番号は67[617]。
  - 福岡ソフトバンクホークスは柳田悠岐と翌年から新たに7年の契約を結び直し、生涯契約を結んだことを発表[618]。
- 26日
  - 福岡ソフトバンクホークスは前デトロイト・タイガースのマット・ムーアを単年契約で獲得したことを発表。背番号は37[619]。
- 27日
  - 広島東洋カープからポスティングシステムでのMLB移籍を目指していた菊池涼介が同球団に残留することを表明[620]。→11月8日の出来事参照
- 29日
  - 東京ヤクルトスワローズを同年限りで退団した大引啓次が現役引退を決断したことがこの日明らかになった[621]。→9月13日及び10月1日の出来事参照
- 30日
  - 千葉ロッテマリーンズは、2020年のチームスローガンを『突ッパ!』に決定したことを発表[622]。
  - 埼玉西武ライオンズからFAによるMLB移籍を目指していた秋山翔吾が、シンシナティ・レッズと契約合意[623]。→10月29日の出来事参照
- 31日
  - 読売ジャイアンツは、2020年のスローガンを2019年と同様『Show The Spirlt〜和と動』とすることを発表[624]。

## 競技結果

### セントラル・リーグ
| 順位 | 球団                   | 勝 | 敗 | 分 | 勝率 | 差   |
| 1位  | 読売ジャイアンツ       | 77 | 64 | 2  | .546 | 優勝 |
| 2位  | 横浜DeNAベイスターズ   | 71 | 69 | 3  | .507 | 5.5  |
| 3位  | 阪神タイガース         | 69 | 68 | 6  | .504 | 6.0  |
| 4位  | 広島東洋カープ         | 70 | 70 | 3  | .500 | 6.5  |
| 5位  | 中日ドラゴンズ         | 68 | 73 | 2  | .482 | 9.0  |
| 6位  | 東京ヤクルトスワローズ | 59 | 82 | 2  | .418 | 18.0 |

### パシフィック・リーグ
| 順位 | 球団                         | 勝 | 敗 | 分 | 勝率 | 差   |
| 1位  | 埼玉西武ライオンズ           | 80 | 62 | 1  | .563 | 優勝 |
| 2位  | 福岡ソフトバンクホークス     | 76 | 62 | 5  | .551 | 2.0  |
| 3位  | 東北楽天ゴールデンイーグルス | 71 | 68 | 4  | .511 | 7.5  |
| 4位  | 千葉ロッテマリーンズ         | 69 | 70 | 4  | .496 | 9.5  |
| 5位  | 北海道日本ハムファイターズ   | 65 | 73 | 5  | .471 | 13.0 |
| 6位  | オリックス・バファローズ     | 61 | 75 | 7  | .449 | 16.0 |

### セ・パ交流戦
| 順位 | 球団                         | 勝 | 敗 | 分 | 勝率 | 差   |
| 1位  | 福岡ソフトバンクホークス     | 11 | 5  | 2  | .688 | 優勝 |
| 2位  | オリックス・バファローズ     | 11 | 6  | 1  | .647 | 0.5  |
| 3位  | 読売ジャイアンツ             | 11 | 7  | 0  | .611 | 1.0  |
| 4位  | 横浜DeNAベイスターズ         | 10 | 7  | 1  | .588 | 1.5  |
| 5位  | 埼玉西武ライオンズ           | 10 | 8  | 0  | .556 | 2.0  |
| 6位  | 東北楽天ゴールデンイーグルス | 10 | 8  | 0  | .556 | 2.0  |
| 7位  | 北海道日本ハムファイターズ   | 8  | 9  | 1  | .471 | 3.5  |
| 8位  | 中日ドラゴンズ               | 8  | 10 | 0  | .444 | 4.0  |
| 9位  | 千葉ロッテマリーンズ         | 8  | 10 | 0  | .444 | 4.0  |
| 10位 | 阪神タイガース               | 6  | 10 | 2  | .375 | 5.0  |
| 11位 | 東京ヤクルトスワローズ       | 6  | 12 | 0  | .333 | 6.0  |
| 12位 | 広島東洋カープ               | 5  | 12 | 1  | .294 | 6.5  |

### クライマックスシリーズ

#### ファーストステージ
| 日付                 | 試合  | ビジター球団（先攻） | スコア | ホーム球団（後攻）   | 開催球場       |
| 10月5日（土）        | 第1戦 | 阪神タイガース       | 8 - 7  | 横浜DeNAベイスターズ | 横浜スタジアム |
| 10月6日（日）        | 第2戦 | 阪神タイガース       | 4 - 6x | 横浜DeNAベイスターズ | 横浜スタジアム |
| 10月7日（月）        | 第3戦 | 阪神タイガース       | 2 - 1  | 横浜DeNAベイスターズ | 横浜スタジアム |
| 勝者：阪神タイガース |       |                      |        |                      |                |

| 日付                           | 試合  | ビジター球団（先攻）         | スコア | ホーム球団（後攻）       | 開催球場            |
| 10月5日（土）                  | 第1戦 | 東北楽天ゴールデンイーグルス | 5－3   | 福岡ソフトバンクホークス | 福岡ヤフオク!ドーム |
| 10月6日（日）                  | 第2戦 | 東北楽天ゴールデンイーグルス | 4 - 6  | 福岡ソフトバンクホークス | 福岡ヤフオク!ドーム |
| 10月7日（月）                  | 第3戦 | 東北楽天ゴールデンイーグルス | 1 - 2  | 福岡ソフトバンクホークス | 福岡ヤフオク!ドーム |
| 勝者：福岡ソフトバンクホークス |       |                              |        |                          |                     |

#### ファイナルステージ
| 日付                   | 試合           | ビジター球団（先攻）                     | スコア                                   | ホーム球団（後攻）                       | 開催球場   |
| アドバンテージ         | アドバンテージ | 阪神タイガース                           |                                          | 読売ジャイアンツ                         |            |
| 10月9日（水）          | 第1戦          | 阪神タイガース                           | 2 - 5                                    | 読売ジャイアンツ                         | 東京ドーム |
| 10月10日（木）         | 第2戦          | 阪神タイガース                           | 0 - 6                                    | 読売ジャイアンツ                         | 東京ドーム |
| 10月11日（金）         | 第3戦          | 阪神タイガース                           | 7 - 6                                    | 読売ジャイアンツ                         | 東京ドーム |
| 10月12日（土）         | 第4戦          | 令和元年東日本台風（台風19号）のため中止 | 令和元年東日本台風（台風19号）のため中止 | 令和元年東日本台風（台風19号）のため中止 | 東京ドーム |
| 10月13日（日）         | 第4戦          | 阪神タイガース                           | 1 - 4                                    | 読売ジャイアンツ                         | 東京ドーム |
| 勝者：読売ジャイアンツ |                |                                          |                                          |                                          |            |

| 日付                           | 試合           | ビジター球団（先攻）                     | スコア                                   | ホーム球団（後攻）                       | 開催球場           |
| アドバンテージ                 | アドバンテージ | 福岡ソフトバンクホークス                 |                                          | 埼玉西武ライオンズ                       |                    |
| 10月9日（水）                  | 第1戦          | 福岡ソフトバンクホークス                 | 8 - 4                                    | 埼玉西武ライオンズ                       | メットライフドーム |
| 10月10日（木）                 | 第2戦          | 福岡ソフトバンクホークス                 | 8 - 6                                    | 埼玉西武ライオンズ                       | メットライフドーム |
| 10月11日（金）                 | 第3戦          | 福岡ソフトバンクホークス                 | 7 - 0                                    | 埼玉西武ライオンズ                       | メットライフドーム |
| 10月12日（土）                 | 第4戦          | 令和元年東日本台風（台風19号）のため中止 | 令和元年東日本台風（台風19号）のため中止 | 令和元年東日本台風（台風19号）のため中止 | メットライフドーム |
| 10月13日（日）                 | 第4戦          | 福岡ソフトバンクホークス                 | 9 - 3                                    | 埼玉西武ライオンズ                       | メットライフドーム |
| 勝者：福岡ソフトバンクホークス |                |                                          |                                          |                                          |                    |

### 日本シリーズ
| 日付                                            | 試合   | ビジター球団（先攻）     | スコア | ホーム球団（後攻）       | 開催球場             |
| ----------------------------------------------- | ------ | ------------------------ | ------ | ------------------------ | -------------------- |
| 10月19日（土）                                  | 第1戦  | 読売ジャイアンツ         | 2 - 7  | 福岡ソフトバンクホークス | 福岡 ヤフオク!ドーム |
| 10月20日（日）                                  | 第2戦  | 読売ジャイアンツ         | 3 - 6  | 福岡ソフトバンクホークス | 福岡 ヤフオク!ドーム |
| 10月21日（月）                                  | 移動日 | 移動日                   | 移動日 | 移動日                   | 移動日               |
| 10月22日（火）                                  | 第3戦  | 福岡ソフトバンクホークス | 6 - 2  | 読売ジャイアンツ         | 東京ドーム           |
| 10月23日（水）                                  | 第4戦  | 福岡ソフトバンクホークス | 4 - 3  | 読売ジャイアンツ         | 東京ドーム           |
| 優勝：福岡ソフトバンクホークス（3年連続10回目） |        |                          |        |                          |                      |

### 個人タイトル
|                  | セントラル・リーグ | セントラル・リーグ | セントラル・リーグ | パシフィック・リーグ | パシフィック・リーグ | パシフィック・リーグ |
| タイトル         | 選手               | 球団               | 成績               | 選手                 | 球団                 | 成績                 |
| ---------------- | ------------------ | ------------------ | ------------------ | -------------------- | -------------------- | -------------------- |
| 最優秀選手       | 坂本勇人           | 巨人               |                    | 森友哉               | 西武                 |                      |
| 最優秀新人       | 村上宗隆           | ヤクルト           |                    | 高橋礼               | ソフトバンク         |                      |
| 首位打者         | 鈴木誠也           | 広島               | .335               | 森友哉               | 西武                 | .329                 |
| 本塁打王         | N.ソト             | DeNA               | 43本               | 山川穂高             | 西武                 | 43本                 |
| 打点王           | N.ソト             | DeNA               | 108点              | 中村剛也             | 西武                 | 123点                |
| 最多安打         | 大島洋平           | 中日               | 174本              | 秋山翔吾             | 西武                 | 179本                |
| 盗塁王           | 近本光司           | 阪神               | 36個               | 金子侑司             | 西武                 | 41個                 |
| 最高出塁率       | 鈴木誠也           | 広島               | .453               | 近藤健介             | 日本ハム             | .422                 |
| 最優秀防御率     | 大野雄大           | 中日               | 2.58               | 山本由伸             | オリックス           | 1.95                 |
| 最多勝利         | 山口俊             | 巨人               | 15勝               | 有原航平             | 日本ハム             | 15勝                 |
| 最多奪三振       | 山口俊             | 巨人               | 188個              | 千賀滉大             | ソフトバンク         | 227個                |
| 最高勝率         | 山口俊             | 巨人               | .789               | 山岡泰輔             | オリックス           | .765                 |
| 最多セーブ投手   | 山﨑康晃           | DeNA               | 30S                | 松井裕樹             | 楽天                 | 38S                  |
| 最優秀中継ぎ投手 | J.ロドリゲス       | 中日               | 44HP               | 宮西尚生             | 日本ハム             | 44HP                 |

### 月間MVP
|        | セントラル・リーグ | セントラル・リーグ | セントラル・リーグ | セントラル・リーグ | パシフィック・リーグ | パシフィック・リーグ | パシフィック・リーグ | パシフィック・リーグ |
|        | 投手               | 球団               | 野手               | 球団               | 投手                 | 球団                 | 野手                 | 球団                 |
| ------ | ------------------ | ------------------ | ------------------ | ------------------ | -------------------- | -------------------- | -------------------- | -------------------- |
| 3・4月 | 山口俊             | 巨人               | 坂本勇人           | 巨人               | 有原航平             | 日本ハム             | 山川穂高             | 西武                 |
| 5月    | 今永昇太           | DeNA               | 高橋周平           | 中日               | 千賀滉大             | ソフトバンク         | 秋山翔吾             | 西武                 |
| 6月    | 山口俊             | 巨人               | 糸井嘉男           | 阪神               | 千賀滉大             | ソフトバンク         | 鈴木大地             | ロッテ               |
| 7月    | 山﨑康晃           | DeNA               | J.ロペス           | DeNA               | 山岡泰輔             | オリックス           | 吉田正尚             | オリックス           |
| 8月    | D.ブキャナン       | ヤクルト           | 西川龍馬           | 広島               | A.ブセニッツ         | 楽天                 | 森友哉               | 西武                 |
| 9月    | 西勇輝             | 阪神               | 福田永将           | 中日               | Z.ニール             | 西武                 | 吉田正尚             | オリックス           |

### ベストナイン
|          | セントラル・リーグ | セントラル・リーグ | パシフィック・リーグ | パシフィック・リーグ |
| 守備位置 | 選手               | 球団               | 選手                 | 球団                 |
| -------- | ------------------ | ------------------ | -------------------- | -------------------- |
| 投手     | 山口俊             | 巨人               | 千賀滉大             | ソフトバンク         |
| 捕手     | 會澤翼             | 広島               | 森友哉               | 西武                 |
| 一塁手   | D.ビシエド         | 中日               | 山川穂高             | 西武                 |
| 二塁手   | 山田哲人           | ヤクルト           | 浅村栄斗             | 楽天                 |
| 三塁手   | 高橋周平           | 中日               | 中村剛也             | 西武                 |
| 遊撃手   | 坂本勇人           | 巨人               | 源田壮亮             | 西武                 |
| 外野手   | 丸佳浩             | 巨人               | 秋山翔吾             | 西武                 |
| 外野手   | 鈴木誠也           | 広島               | 吉田正尚             | オリックス           |
| 外野手   | N.ソト             | DeNA               | 荻野貴司             | ロッテ               |
| 指名打者 |                    |                    | A.デスパイネ         | ソフトバンク         |

### ゴールデングラブ賞
|          | セントラル・リーグ | セントラル・リーグ | パシフィック・リーグ | パシフィック・リーグ |
| 守備位置 | 選手               | 球団               | 選手                 | 球団                 |
| -------- | ------------------ | ------------------ | -------------------- | -------------------- |
| 投手     | 西勇輝             | 阪神               | 千賀滉大             | ソフトバンク         |
| 捕手     | 梅野隆太郎         | 阪神               | 甲斐拓也             | ソフトバンク         |
| 一塁手   | J.ロペス           | DeNA               | 内川聖一             | ソフトバンク         |
| 二塁手   | 菊池涼介           | 広島               | 浅村栄斗             | 楽天                 |
| 三塁手   | 高橋周平           | 中日               | 松田宣浩             | ソフトバンク         |
| 遊撃手   | 坂本勇人           | 巨人               | 源田壮亮             | 西武                 |
| 外野手   | 丸佳浩             | 巨人               | 秋山翔吾             | 西武                 |
| 外野手   | 鈴木誠也           | 広島               | 荻野貴司             | ロッテ               |
| 外野手   | 大島洋平           | 中日               | 西川遥輝             | 日本ハム             |

### ファーム
- ウエスタン・リーグ優勝：福岡ソフトバンクホークス（3年ぶり12度目）[306]
- イースタン・リーグ優勝：東北楽天ゴールデンイーグルス（初優勝）[318]
- ファーム日本選手権（10月5日、KIRISHIMAサンマリンスタジアム宮崎）
  - 福岡ソフトバンクホークス（4年ぶり4度目） 6-3 東北楽天ゴールデンイーグルス[639]
    - 最優秀選手：二保旭（ソフトバンク）[639]
    - 優秀選手：栗原陵矢、川瀬晃（いずれもソフトバンク）[639]